# Alfred Loisy
Alfred Firmin Loisy (Ambrières, 28 febbraio 1857 – Ceffonds, 1º giugno 1940) è stato un biblista e storico francese, noto principalmente come fondatore del modernismo teologico.

## Biografia

### L'infanzia (1857-1868)

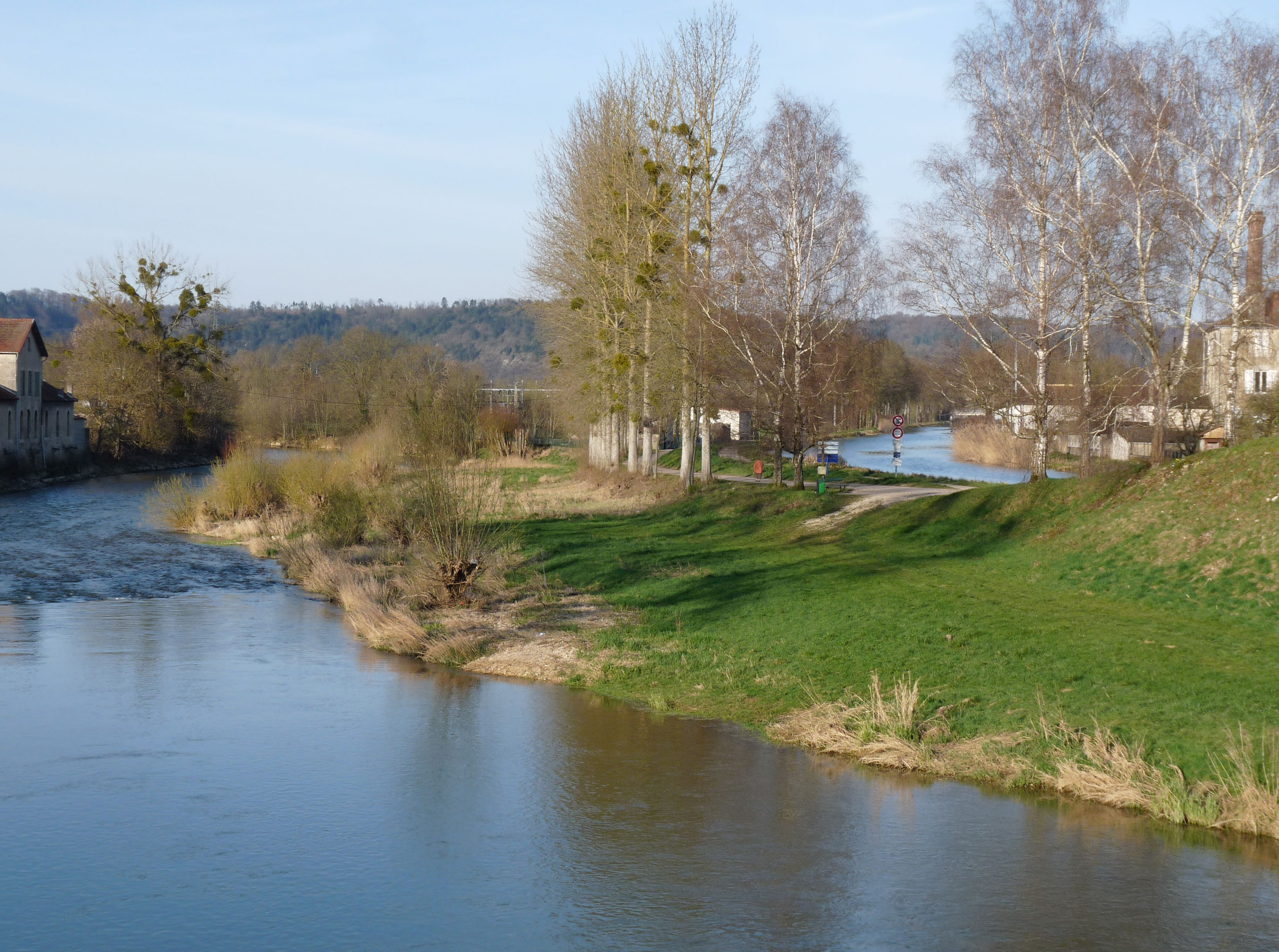
La Marna a Joinville

Alfred Loisy nacque il 28 febbraio 1857 nella casa che il bisnonno Léger Sébastien aveva acquistato nel 1808 all'estremità del piccolo comune di campagna di Ambrières, «con una vista molto piacevole sul corso sinuoso della Marna e sui villaggi della valle». Alfred era il secondo figlio di Charles Sébastien Loisy (1826-1895) e di Marie Justine Desanlis (m. 1901), preceduto dal fratello Charles Auguste (1852-1922), che aiuterà il padre, insieme con alcuni garzoni di fattoria, nella coltivazione delle terre e nell'allevamento degli animali. Il 7 gennaio 1861 nacque l'ultima figlia, Marie Louise (m. 1932).
Come in tanti villaggi rurali, ad Ambrières si seguivano i costumi patriarcali, e i grandi avvenimenti dell'anno consistevano nella festa patronale, nel pellegrinaggio alla cappella di Saint-Aubin, a Moëslains, e nella fiera di Vitry-le-François. Il cattolicesimo era parte della tradizione, anche famigliare, per quanto il padre fosse al riguardo «di un'indifferenza perfettamente serena», e così furono la madre Marie Justine, oltre a una giovane donna del paese, di cui Charles Loisy era tutore, e al curato d'Ambrières, l'abbé Jean-François Géant (1804-1871), a dare ad Alfred un'educazione religiosa.
Nella scuola di Ambrières fece gli studi elementari, conclusi nel 1868, primo dell'Istituto, e quell'anno ottenne anche due premi in un concorso tenuto tra gli allievi delle scuole primarie del dipartimento. La cerimonia di premiazione, tenuta davanti al prefetto di Châlons e alle autorità accademiche della regione, lo impressionò: «Quel che c'è di vano in tutte queste cose sfugge allo spirito di un bambino. Quel giorno, ebbi un vago sospetto della gloria alla quale possono condurre le fatiche dello spirito», scriverà Loisy nel 1884.

### Gli studi classici (1869-1874)

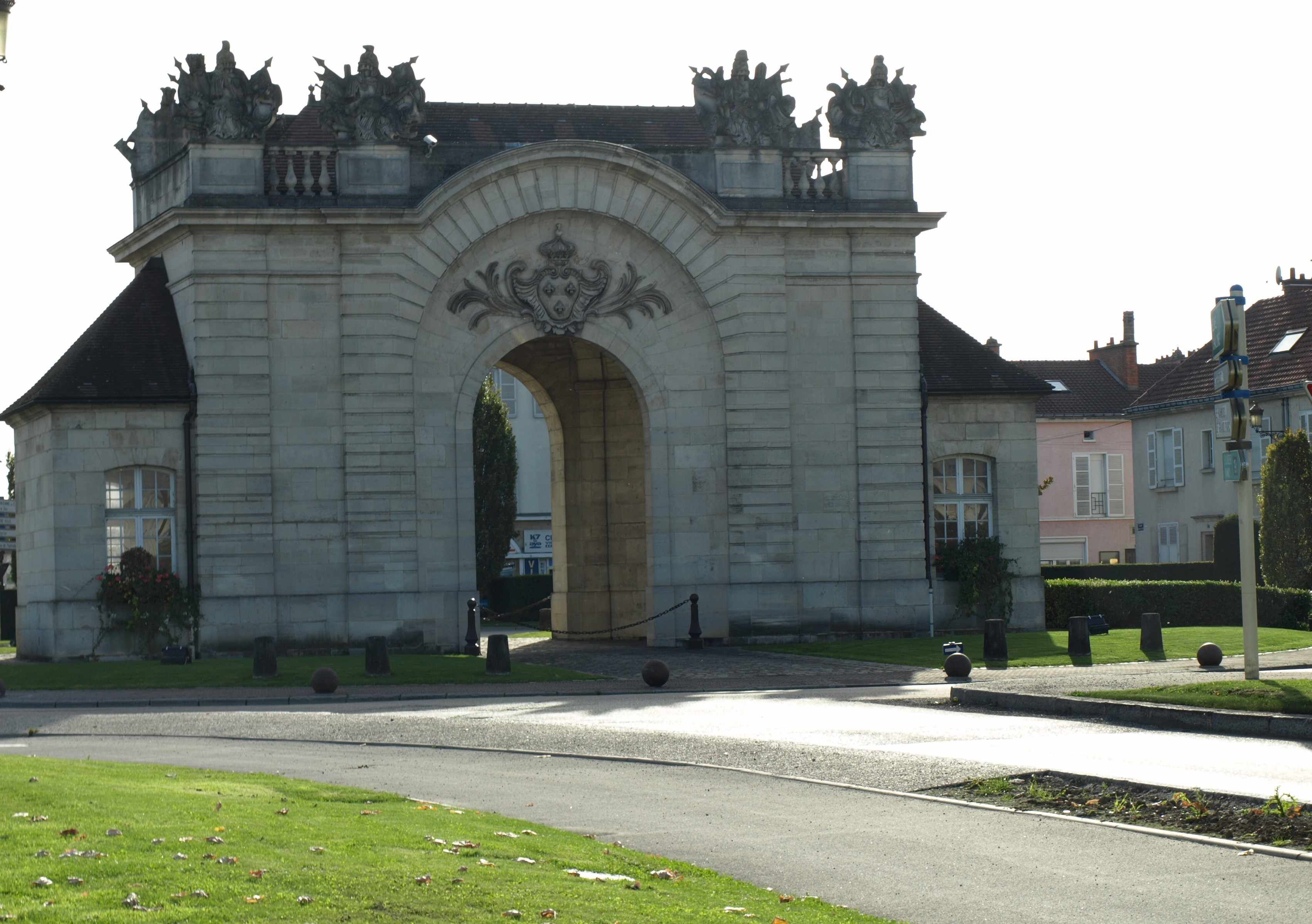
La Porte du Pont di Vitry-le-François

Mandato nel 1869 al collegio di Vitry-le-François, vi restò solo un anno, a causa della guerra e dell'occupazione prussiana. Nel 1871 prese lezioni private dal nuovo curato di Ambrières, l'abbé Henri Munier (1843-1883). Anche la cerimonia d'insediamento del nuovo parroco impressionò fortemente il giovanissimo Alfred: da quel giorno, probabilmente, «io fui orientato, quasi senza accorgermene, verso il sacerdozio».
Dall'ottobre del 1872 tornò agli studi regolari nel collegio di Saint-Dizier, diretto dagli ecclesiastici della diocesi di Langres; «piccolo e mingherlino [...] pessimo nei giochi, timido e maldestro», ispirava ai compagni sentimenti misti di disprezzo per il suo scarso vigore e d'ingenua ammirazione per la sua bravura di scolaro. Dimostrò anche una grande devozione religiosa e le prediche del gesuita lorenese padre Jean-Baptiste Stumpf (1817-1878), insieme, nel 1874, a una lunga e seria malattia della sorella, fecero prendere in profonda considerazione a Loisy l'idea di farsi prete: «la vita era dunque ben poca cosa. In questo caso, perché non sacrificarla?». Promettendo di dedicarsi al sacerdozio, era in qualche modo presente in lui la volontà del sacrificio della propria vita in cambio della salvezza di quella della sorella.
Sedotto altresì dall'idea di consacrarsi «a un servizio disinteressato dell'umanità», la sua inesperienza della vita non gli fece comprendere l'esistenza di tanti altri «servizi di quel genere e che la Chiesa cattolica non ha il monopolio della devozione». Fu così che, rinunciando a conseguire il baccalaureato nel collegio di Saint-Dizier malgrado la disapprovazione dei genitori e dei suoi professori, Loisy decise di entrare immediatamente in seminario.

### Gli studi in seminario e l'ordinazione sacerdotale (1874-1879)
(A. Loisy, Memorie, I, p. 23)

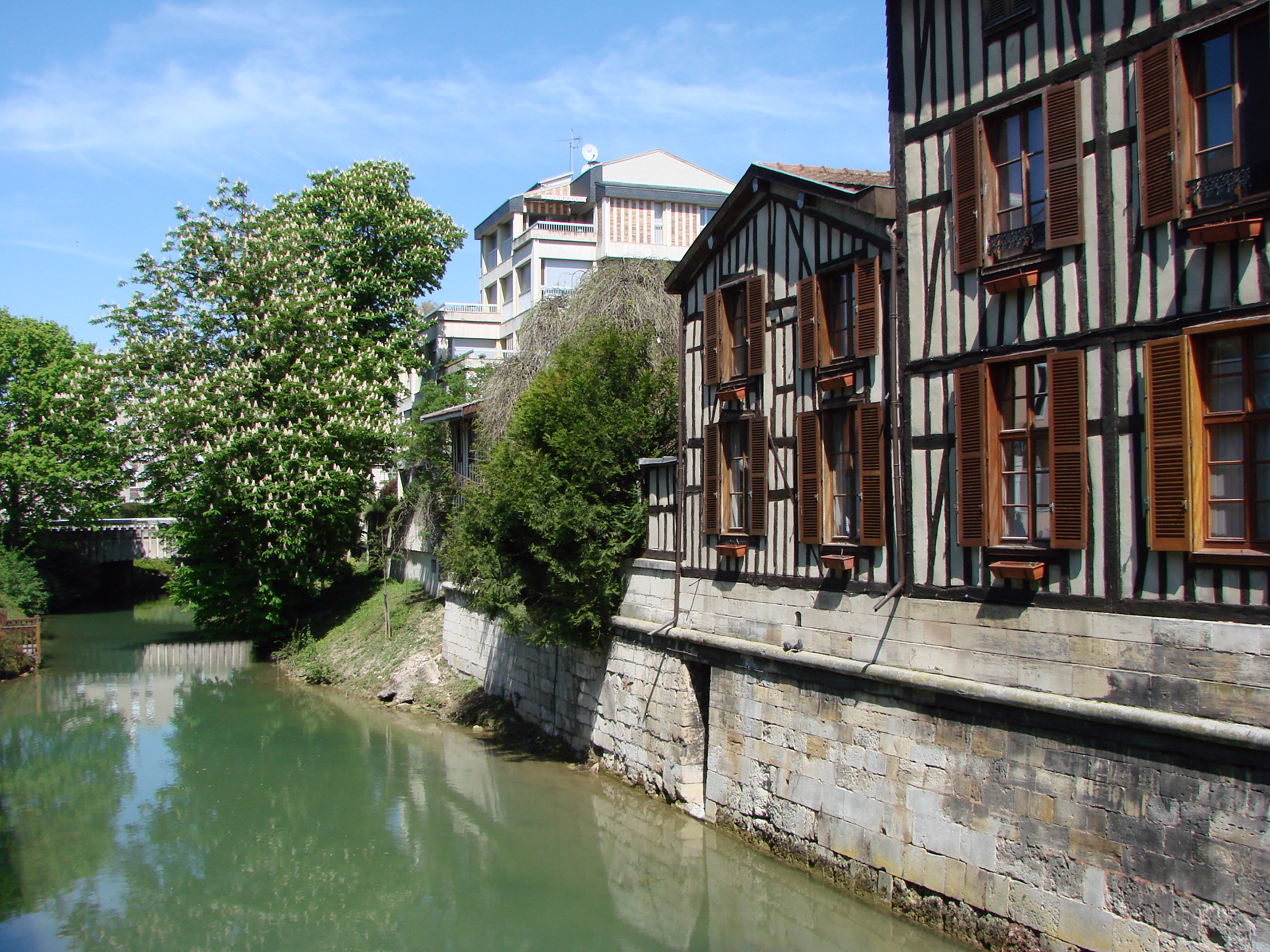
Veduta di Châlons-en-Champagne

Loisy entrò nell'ottobre del 1874 nel Grand Séminaire di Châlons, frequentato da una cinquantina di allievi per lo più provenienti da povere famiglie di contadini e diretto da padre Modeste Roussel (1810-1881), un uomo che dimostrò sempre benevolenza per Loisy.
Il professore di morale, Sosthène Hémard (1831-1905), fedele lettore del reazionario «L'Univers» di Louis Veuillot, era «di stretta ortodossia e di focosa intolleranza. Insieme a questo, volgarità e pretensione». Victor Molard (1842-1905), insegnante di dogmatica, «ignorava profondamente tutto ciò che supponeva di sapere», mentre Ernest Peuchot (1842-1917), professore di Sacra Scrittura che non conosceva l'ebraico, era «lo spirito meno critico e meno adatto allo studio». Il professore di filosofia Onésime Ludot (1848-1905) «era il solo uomo che avesse una giusta idea delle necessità dei tempi nuovi e degli enormi difetti dell'insegnamento clericale». Proprio per questo motivo nel 1875 fu scartato dall'insegnamento attraverso la nomina a curato di La Neuville-au-Pont.
La pur breve relazione che Loisy ebbe con lui, e la lettura di Lacordaire produssero un primo effetto di emancipazione sul suo spirito. Loisy studiò la Summa Theologiae di Tommaso d'Aquino «fino a perdere la ragione. L'impressione che mi restò fu che il grande edificio filosofico del Medioevo posava su fondamenta in rovina» e suo malgrado finì col dubitare «della realtà obbiettiva delle conclusioni metafisiche. La base della mia fede era così compromessa».
Loisy apprese i fondamenti della lingua ebraica da un allievo più anziano e poi continuò a studiare da solo. Avrebbe dovuto ricevere la tonsura dopo due anni di seminario, nel 1876, e invece l'ebbe, con gli ordini minori, il 24 giugno 1877. L'anno dopo, il 30 giugno 1878, dopo una notte passata insonne, fu ordinato suddiacono, cominciando l'obbligo del celibato e l'impegno perpetuo nella Chiesa: «Ci prosternammo dinnanzi all'altare e sopra noi si recitarono le litanie dei santi. Il grande errore della mia vita era consumato».
Per due mesi, dalla fine d'ottobre, frequentò a Parigi l'«École supérieure de théologie», appena istituita nel quadro delle Facoltà dell'Institut catholique. Loisy era stato scelto appositamente dal direttore del seminario, ma non fu soddisfatto dei corsi che vi si tenevano e, con l'appoggio di Roussel, in gennaio poté rientrare in seminario. Il 29 marzo 1879 fu consacrato diacono da Guillaume Meignan, vescovo di Châlons e futuro cardinale, e il successivo 29 giugno fu ordinato prete. Il giorno dopo celebrò la sua prima messa, e il 6 luglio fu nominato curato di Broussy-le-Grand, villaggio del cantone di Fère-Champenoise, «notevole, dal punto di vista religioso, per la sua profonda indifferenza».

### Curato di campagna (1879-1881)
Broussy-le-Grand non aveva parroco da più di due anni e non sembrava averne bisogno, dal momento che i suoi abitanti lo chiamavano solo per amministrare l'estrema unzione e andavano a messa solo il giorno dei morti. Roussel si preoccupò di procurargli una parrocchia più confortevole e la trovò a Landricourt, piacevole villaggio a meno di tre chilometri da Ambrières, più rispettoso del suo curato e più assiduo alla messa domenicale. Qui fu trasferito Loisy il 31 gennaio 1880, pochi mesi prima della morte del suo protettore.
Loisy ebbe però l'impressione che non sarebbe rimasto a lungo a Landricourt. In novembre scrisse a Fréderic Monier (1831-1912), direttore dell'Institut catholique di Parigi, e a Louis Duchesne, professore di storia ecclesiastica, manifestando loro il suo desiderio di frequentare l'Istituto per laurearvisi in teologia. In effetti, nel marzo del 1881 il vicario generale Ulysses Pannet (1824-1911) gli comunicò di doversi trasferire a Fontaine-sur-Coole, e Loisy rifiutò.
Grazie all'intervento in suo favore di Monier e Duchesne, il vescovo Meignan gli concesse il permesso di lasciare Landricourt, e il 12 maggio 1881 Loisy poté entrare all'Institut di Parigi. Loisy, che non amava la grande città, contava di restarvi il tempo necessario a ottenervi il lettorato in teologia per poi insegnare nel seminario di Châlons una dottrina cattolica «che tenesse soprattutto conto dei bisogni dei tempi nuovi».

### «Maître de conférences» (1882-1890)

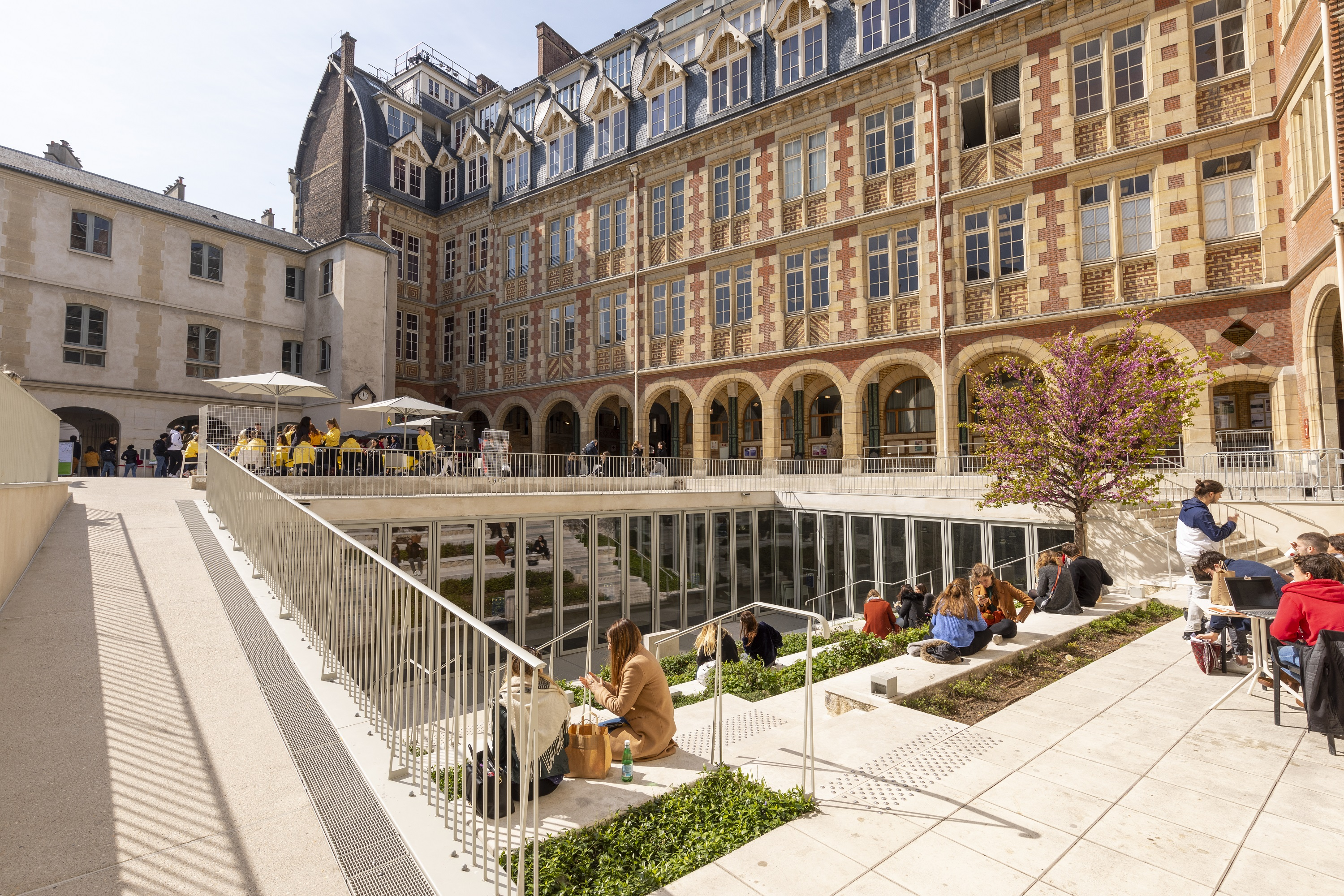
L'Institut catholique di Parigi

Nel giugno del 1881 Loisy divenne uditore magna cum laude e in ottobre superò il primo esame di licenza. Leggeva intanto l'edizione del Nuovo Testamento del Tischendorf, convincendosi che quegli scritti «non erano esenti da contraddizioni, portando tracce evidenti di tendenze personali dei loro autori. L'autenticità di Matteo e di Giovanni mi parve molto sospetta».
In dicembre gli fu affidato il corso di ebraico e preparando le lezioni sul Pentateuco, credette di riconoscervi «una collezione di racconti mitici o leggendari, la cui redazione definitiva era molto posteriore a Mosé». Loisy dovette perciò «cercare il modo di conciliare il dogma con i risultati acquisiti dalla scienza moderna». Intanto, il rettore monsignor Maurice d'Hulst (1841-1896), otteneva dal vescovo Meignan che Loisy rimanesse a insegnare all'Institut catholique, e il 23 giugno 1882 egli conseguì la licenza in teologia. In attesa di ottenere il dottorato che gli assegnasse il titolo di professore, Loisy poteva insegnare all'Institut catholique come «maître de conférences».
Contemporaneamente, Loisy s'iscrisse all'École pratique des Hautes Études per seguirvi i corsi di assiriologia e, per breve tempo, di egittologia, e frequentò il corso di ebraico tenuto da Ernest Renan al Collège de France, dove dal 1883 al 1885 seguì anche il corso di lingua amarica di Joseph Halévy (1827-1917). Dal 1884 Loisy sostituì spesso l'abbé Paulin Martin (1840-1890) alla cattedra di sacra Scrittura dell'Institut catholique dove, dal 1886, iniziò a insegnare assiriologia e, dal 1887, lingua amarica.
Sono gli anni in cui si consumava la sua crisi: «nell'inverno 1885-1886 ho preso netta coscienza di non poter mantenere la posizione dell'ortodossia, o piuttosto mi sono reso conto di averla totalmente abbandonata». Conoscendo bene il passato e il presente della Chiesa, vedeva «le cose superate nella sua disciplina, le pratiche del culto non in rapporto con i bisogni del tempo, il senso materiale delle sue formule teologiche ogni giorno meno sostenibile».
In quel periodo avrebbe anche perduto la fede nell'anima, nel libero arbitrio, nella vita futura e nell'esistenza di un dio personale: sincero con se stesso, Loisy non lo fu però con gli altri, nascose il suo conflitto interiore e non lasciò la Chiesa. Loisy affermava allora di considerare ancora la Chiesa «un'istituzione necessaria, come pure quello che di più divino vi sia sulla terra», e di pensare di poter assolvere, al suo interno, «il grande apostolato di umanità del quale pretende di essere investita», di aver sperato che essa non si sarebbe opposta «all'opera di tutti i ricercatori di verità [...] fra i quali intendevo occupare il mio posto», e infine, di non aver voluto, abbandonando la Chiesa, dare un grande dolore ai suoi genitori.
Quando, nel 1889, per la morte di Arthur Amiaud (1849-1889) restò vacante la cattedra di assiriologia all'École des Hautes Études, Loisy sperò di occuparla grazie al sostegno del Duchesne, che all'École insegnava antichità cristiane, ma questi non fece nemmeno il suo nome e i loro rapporti si raffreddarono. Sperò ancora l'anno dopo quando, scomparso Paulin Martin, rimase libera la cattedra di Sacra Scrittura all'Institut catholique, che fu però assegnata al professore del seminario Saint-Sulpice Fulcran Vigouroux (1837-1915).

#### Histoire du Canon de l'Ancien Testament
In compenso, il 7 marzo 1890 Loisy conseguiva il dottorato in teologia con una tesi sulla Storia del canone dell'Antico Testamento. La cerimonia si concluse nella chiesa dei Carmelitani, la cappella dell'Institut, dove Loisy dovette recitare l'antica professione di fede di Pio IV. Dopo il passaggio «io l'ammetto [la Scrittura] e non l'ammetterò e non l'interpreterò che secondo il senso unanime dei Padri», Loisy sentì «il bisogno di respirare un po'». Ma egli aveva già posto nella sua tesi l'idea, la cui portata i suoi esaminatori non sembrarono aver ben valutato, dell'ineguaglianza del valore dei libri canonici: «Attraverso questa breccia, mi proponevo di far passare tutta la critica biblica, nonostante quel che la Chiesa insegna sulla divinità, sull'autenticità, sulla veracità, sull'integrità delle Scritture».
La storia del canone è la storia del processo di formazione, di sviluppo e di definizione della raccolta canonica, in cui fu decisiva la funzione della tradizione ecclesiastica. A un periodo di formazione, durato fino al III secolo, subentrò quello del dubbio sui libri deuterocanonici, finché il canone fu fissato l'8 aprile 1546 dal decreto del concilio di Trento De canonicis Scripturis.
Girolamo li aveva esclusi dal canone, non considerandoli nemmeno «ispirati», ma utili solo all'edificazione dei fedeli. Atanasio, Cirillo e Gregorio di Nazianzo considerano i deuterocanonici ispirati, ma li escludono egualmente dal canone, così attribuendo loro una minore autorità rispetto ai protocanonici. Agostino, all'opposto di Girolamo, li considera ispirati e canonici: secondo lui, «spetta alla tradizione e non alla scienza decidere in materia di canonicità e di ispirazione», mentre Girolamo «leggeva la tradizione cristiana alla luce delle sue opinioni scientifiche».
Nel concilio di Trento, una minoranza avrebbe voluto distinguere i libri «autentici e canonici, da cui la nostra fede dipende, da quelli che sono soltanto canonici [...] come li distingue tra gli altri S. Girolamo nel Prologus galeatus», ma prevalse la decisione di accettare anche i libri deuterocanonici. Tuttavia, i vescovi non negarono l'esistenza di un diverso valore tra i libri dell'Antico Testamento, ma considerarono la determinazione delle loro differenze «una questione di secondaria importanza».

### Professore all'Institut catholique (1890-1893)
La sua tesi - le critiche su «L'Univers» dell'intransigente canonico di Soissons Aristide Magnier (1829-1906) passarono quasi inosservate - era stato l'oggetto del suo corso dell'anno 1889-1890, l'anno successivo le sue lezioni si occuparono della Storia del canone del Nuovo Testamento e nel corso dell'anno 1891-1892 della Storia critica del testo e delle versioni dell'Antico Testamento, tutte pubblicate in volume e prima ancora nella rivista bimestrale «L'Enseignement biblique», da lui diretta e fondata nel 1892.

#### Histoire du Canon du Nouveau Testament
Analogamente a quella del Vecchio Testamento, anche la storia del canone del Nuovo Testamento di Loisy è soprattutto la storia delle discussioni critiche, avvenute a partire dal II secolo, su una collezione dei testi che la tradizione di diverse chiese cristiane aveva ritenuto provenire direttamente dagli apostoli. Avvenne che al nucleo costituito dai quattro vangeli, dagli Atti e dalle lettere paoline, si aggiunsero successivamente le lettere di Pietro, di Giovanni, di Giacomo, di Giuda e l'Apocalisse, mentre ne furono escluse le epistole di Ignazio e di Policarpo, quella di Clemente e il Pastore di Erma.
Origene rilevò le divergenze esistenti nella tradizione e, riconoscendo la non autenticità della Lettera agli Ebrei, l'attribuì a un discepolo di Paolo. Eusebio classificò i testi in tre diverse categorie, le Scritture non contestate od omologoumene, quelle contestate o antilegomene - divise ancora in due classi a seconda del maggiore o minor numero di testimonianze a loro favore - e le apocrife. Tra le contestate a vario titolo, finiscono per lui l'epistola di Giacomo, di Giuda, di Barnaba, la II di Pietro, la II e la III di Giovanni, le apocalissi di Giovanni e di Pietro, gli Atti di Paolo, il Pastore di Erma, la dottrina degli Apostoli e il vangelo degli Ebrei.
In questo dibattito, Girolamo distingue l'autenticità divina dello scritto, che lo rende canonico, dall'autenticità storica: così la lettera agli Ebrei può non essere di Paolo, ma è ispirata e va inserita nel canone. Girolamo «non pensa minimamente di contestare l'ispirazione dei libri che la Chiesa impiega come Scrittura, ma tratta le questioni di autenticità con una serena indipendenza. I dati della tradizione non gli sembrano avere il rigore di affermazioni dogmatiche, ma piuttosto presentare la flessibilità di opinioni storiche: li esamina, li discute, capisce che si può dissentire, non invoca regole di ortodossia».
Il concilio di Trento confermò il canone tradizionale, ma la dichiarazione del decreto De canonicis Scrupturis mantenne, secondo Loisy, la distinzione tra canonicità e autenticità degli scritti, ponendo la prima come verità di fede e l'autenticità come doctrina tuta, «nel senso teologico in cui doctrina tuta non è sinonimo di doctrina certa»: non potendo definire canonici scritti di dubbia autenticità, la dichiarazione conciliare è «proporzionata ai bisogni dei tempi; sembra, per certi aspetti, una misura disciplinare che può essere allentata se le circostanze non sono più le stesse»..
La distinzione tra storia e teologia, affermata da Loisy nei suoi due scritti sulla storia dei canoni delle Scritture, anticipa, se già non afferma, la sua volontà di emancipare l'esegesi scientifica da ogni tutela dogmatica.
Le lezioni di Loisy pubblicate sull'Enseignement venivano recensite dalla domenicana «Revue biblique» con poca simpatia e il giovane professore dell'Institut, l'abbé Paul Pisani (1852-1933) non aveva mancato di rimproverare il rettore d'Hulst di scarsa vigilanza nei confronti del giovane professore. In realtà monsignor d'Hulst «sapeva cosa succedeva nei corsi di Loisy e quali riflessioni fossero scambiate tra i suoi sostenitori e i suoi avversari. Lui difendeva Loisy come Duchesne, cioè lo sosteneva pur attaccandolo, perfino, tra il serio e il faceto. È un piccolo Renan, diceva di lui, a volte, nell'intimità; ma è chiaro che se l'avesse realmente pensato, non l'avrebbe mantenuto nella cattedra».
L'esegesi di Loisy, che era al corrente dei recenti risultati della ricerca biblica, specie tedesca, le sue «arditezze», la «verve irriverente» con la quale egli trattava gli autori cattolici, quell'apparente «gioia nel trovare in difetto il testo sacro», erano presenti a Henri Icard (1805-1893), vicario dell'arcidiocesi di Parigi e superiore generale della Compagnia di Saint-Sulpice, che dall'ottobre del 1892 non mandò più i suoi seminaristi a seguire le lezioni di Loisy. Questa decisione urtò monsignor d'Hulst che tuttavia, in un articolo sul «Correspondant» del 25 gennaio 1893, intitolato La questione biblica, ammise l'esistenza di due scuole di esegesi biblica, quella cattolica tradizionale, anticritica e apologetica, che egli definiva «scuola stretta o di destra», e quella rappresentata dalla moderna critica storica, definita «scuola larga o di sinistra»: occorreva, a suo giudizio, mantenere un giusto mezzo tra le due.
L'articolo fece scandalo e Loisy fu indicato a torto essere il suo ispiratore nonché il rappresentante della «scuola larga». In aprile d'Hulst fu chiamato a Roma e, al suo ritorno, il 18 maggio comunicò a Loisy, «non senza un certo imbarazzo, di non poterlo difendere contro la crescente opposizione al suo insegnamento», e che avrebbe mantenuto le cattedre di ebraico e d'assiro, ma lasciato la cattedra di Sacra Scrittura. Il suo posto sarebbe stato preso da Claude Fillion (1843-1927), uno che «ornava la Bibbia di commenti pii e prendeva ogni tanto la penna per confutare i Tedeschi».
A dicembre anche la creatura di Loisy, «L'Enseignement biblique», cessava le pubblicazioni. Loisy vi aveva pubblicato in settembre l'ultima sua fatica, Les Evangiles synoptiques, dove, con scandalo dell'abbé Paul de Broglie (1834-1895), tutti i vangeli venivano datati a dopo l'anno 70 e quello di Marco era reso anteriore a quello di Luca.

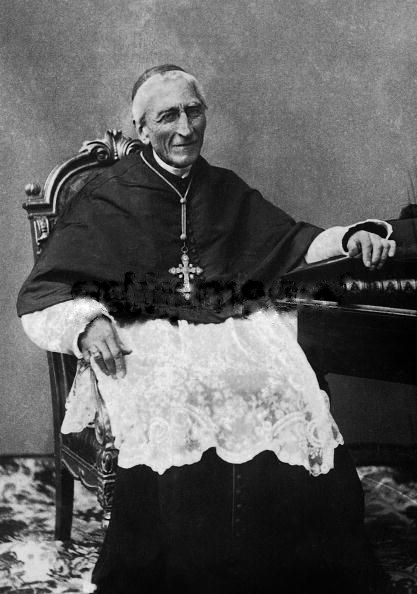
Il cardinale François Richard

Nell'ultimo numero del 10 novembre, a chiarimento delle sue posizioni, Loisy vi pubblicò l'articolo La questione biblica e l'ispirazione delle Scritture nel quale, premesso di accettare il dogma dell'inerranza della Bibbia e ricordando che da più di un secolo la critica razionalista e protestante discuteva delle origini della Bibbia, affermava che il problema dell'esegesi non era quello di stabilire «se la Bibbia contiene degli errori, ma di sapere ciò che la Bibbia contiene di verità». Egli indicava alcune prime conclusioni scientifiche del lavoro critico sulla Bibbia:
Dopo aver letto quest'articolo, il cardinale arcivescovo di Parigi, François Richard, dichiarò che «la permanenza del professore era ormai impossibile». Il 15 novembre, di fronte ai vescovi protettori dell'Institut catholique riuniti in assemblea, monsignor d'Hulst, reso omaggio «al valore eccezionale del giovane professore, erudito di marca, molto stimato all'estero», propose di offrire a Loisy l'alternativa tra la cessazione delle pubblicazioni della rivista e le sue dimissioni. Il vescovo di Chartres François Lagrange (1827-1895) e i cardinali Langénieux e Richard chiesero però le sue dimissioni senza condizioni, e tutti i vescovi si allinearono alla proposta dei due cardinali.
Conosciuta la decisione dei vescovi, il 18 novembre 1893 Loisy presentò la lettera di dimissioni dall'Institut, nella quale rimproverava monsignor d'Hulst di essere responsabile dell'accaduto, avendolo compromesso con il suo articolo sul «Correspondent». E aggiungeva: «Voi volete avere allievi, molti allievi, e per questo fate sacrifici, sacrificio delle vostre opinioni personali, sacrificio di uomini che dite di stimare e di amare. A che pro? Pensate di preparare l'avvenire girandogli le spalle?».
Due giorni dopo moriva Henri Icard, grande accusatore di Loisy. Quando la notizia fu portata alla chiesa dei Carmelitani, l'abbé Duchesne, che si preparava a celebrare la messa, commentò: «È morto di gioia».

### Cappellano delle domenicane di Neuilly (1894-1899)

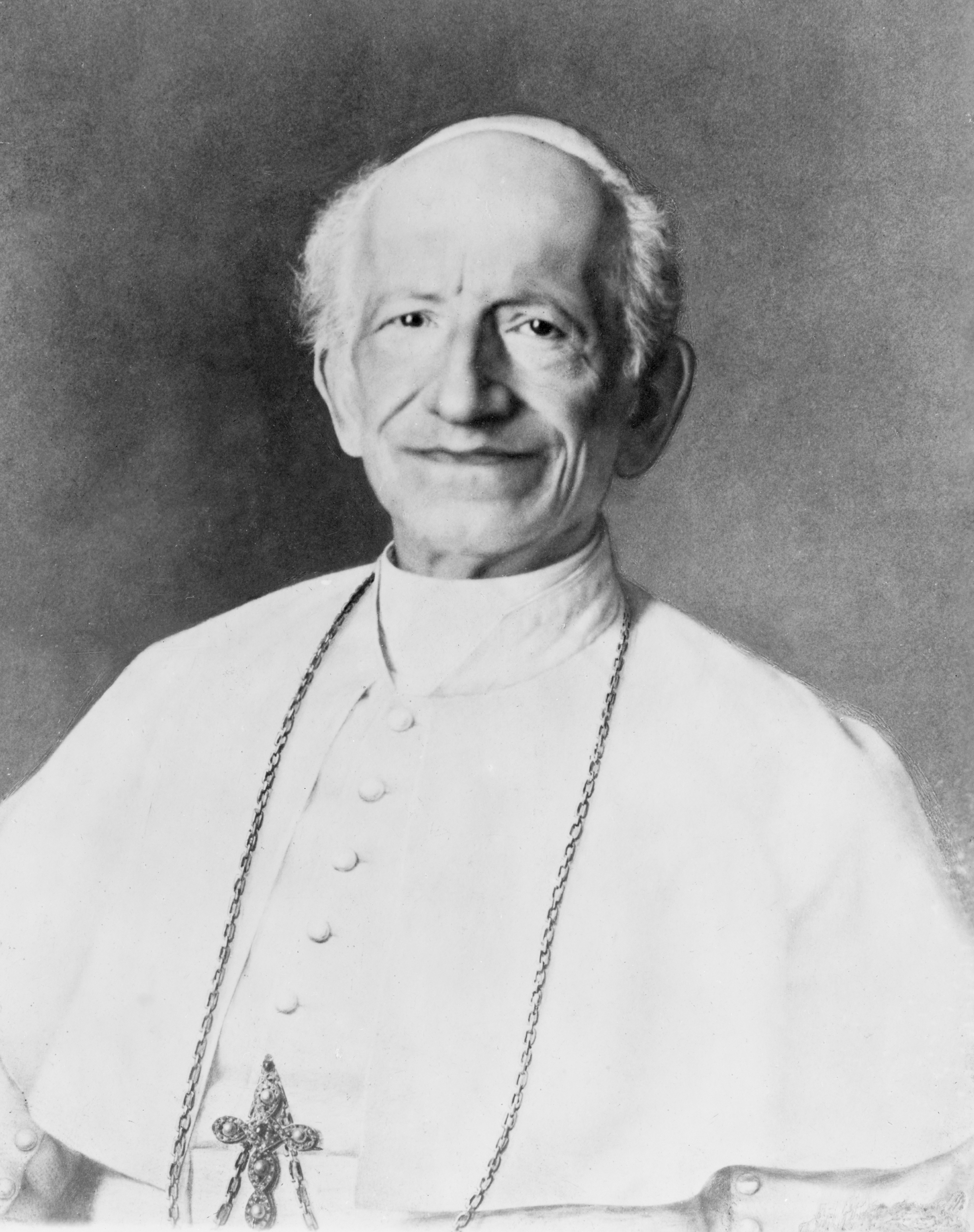
Papa Leone XIII

Quello stesso 18 novembre Leone XIII pubblicava l'enciclica Providentissimus Deus, che ribadiva la tradizionale posizione della Chiesa sui Libri sacri i quali, «scritti sotto l'ispirazione dello Spirito Santo, hanno Dio per autore e come tali sono stati affidati alla Chiesa», cui spetta l'ultima parola sulla loro interpretazione. La critica razionalista era condannata, insieme con coloro che «vorrebbero passare per teologi, cristiani ed evangelici, cercando così di coprire sotto un nome specioso la temerarietà di un insolente ingegno».
Forse Loisy cercò di blandire la vanità del papa inviandogli una lettera e una memoria sull'enciclica, nella quale testimoniava la sua «perfetta sottomissione agli insegnamenti della Santa Sede». La risposta del cardinale Rampolla, il 31 dicembre, riferiva della soddisfazione di Leone XIII, ma, «considerando i fatti avvenuti», lo invitava «a coltivare più particolarmente qualche altro campo della scienza».
Finalmente, il 4 settembre 1894, fu trovato un nuovo incarico per Loisy, quello di cappellano del collegio delle domenicane di Neuilly-sur-Seine. Loisy accettò, dopo aver rifiutato l'offerta del nuovo direttore della Compagnia di Saint-Sulpice, Arthur Captier (1828-1903), a cappellano della chiesa nazionale francese di San Luigi, a Roma, che avrebbe dovuto rappresentare un intermezzo in attesa di riprendere l'insegnamento all'Institut catholique.
Nel collegio di Neuilly studiavano un centinaio di bambine e ragazze dell'alta borghesia parigina e il suo compito consisteva nel dire messa, confessare, predicare e insegnare catechismo alle allieve. Continuò tuttavia a collaborare con diverse riviste: il «Bulletin critique», la «Revue critique d'histoire et de littérature», la «Revue des Religions», la «Revue biblique» e la «Revue Anglo-romaine». Nel 1896 Loisy fondò con l'abbé Paul Lejay (1861-1920), professore di letteratura latina all'Institut catholique, la «Revue d'histoire et de littérature religieuse», chiamandovi a collaborare personalità di sicura ortodossia, come Alfred Baudrillart e il gesuita Eugène Griselle (1861-1923). Da parte sua, «per non attirare l'attenzione», Loisy preferiva quasi sempre firmare i propri articoli con diversi pseudonimi «che in effetti depistarono per qualche tempo gli inquisitori».
L'enciclica Depuis le jour, datata 8 settembre 1899 e indirizzata da Leone XIII al clero francese, ribadiva il primato della teologia scolastica e condannava quegli scrittori cattolici che, «sotto lo specioso pretesto di togliere agli avversari della parola rivelata l'uso di argomenti che sembravano irrefutabili contro l'autenticità e la veracità dei Libri santi, hanno creduto fosse molto abile prendere quegli argomenti per loro conto. In virtù di questa strana e pericolosa tattica, essi hanno lavorato con le loro proprie mani a fare brecce nelle mura della città che avevano la missione di difendere».
Lo stesso giorno che la lesse, il 20 settembre, Loisy ebbe uno sbocco di sangue, e le sue condizioni di salute si aggravarono nei giorni successivi. Il 23 settembre presentò le sue dimissioni da cappellano di Neuilly al cardinale Richard, che le accolse immediatamente. Loisy si ritirò a Bellevue, presso Versailles, mantenendosi con i proventi ricavati dai suoi articoli e da una modesta indennità riservata dalla diocesi ai preti infermi.

### Libero docente alla Sorbona (1900-1904)

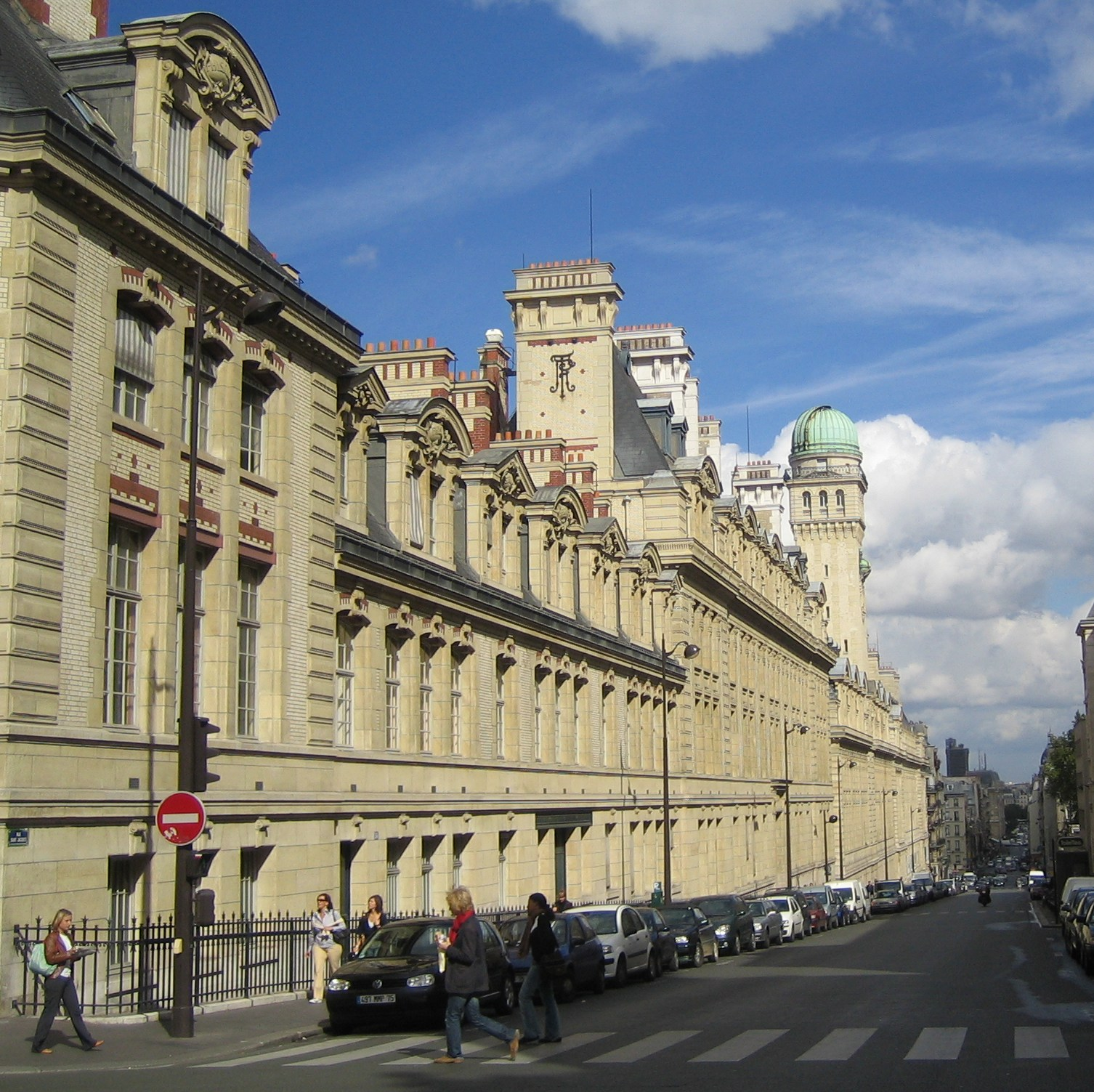
L'Ecole des Hautes Etudes di Parigi

Il suo tentativo di riformare l'esegesi cattolica operando all'interno della stessa istituzione cattolica era destinato a essere scoperto e represso. Il suo commento all'ultima enciclica papale, pubblicato il 1º giugno 1900 sulla «Revue du Clergé Français» sotto lo pseudonimo di Isidore Després, fu definito dal gesuita Julien Fontaine (1839-1917), che rivelò in Loisy l'autore dell'articolo, «un programma che egli sa irrealizzabile». Il 15 ottobre Loisy pubblicò sulla stessa rivista e con lo pseudonimo di A. Firmin la prima parte di uno studio su La Religion d'Israël che provocò l'intervento del cardinale Richard, il quale proibì la stampa del seguito dello studio, dichiarato contrario alla costituzione Dei Filius del Concilio Vaticano e alle regole dettate dall'enciclica Providentissum Deus.
Loisy rispose restituendo all'arcivescovo la pensione che gli era stata assegnata l'anno precedente. L'anno dopo fece stampare in volume La Religion d'Israël che inviò il 12 maggio 1901 al domenicano Alberto Lepidi (1838-1925), consultore del Sant'Uffizio e professore di teologia al Collegio di San Tommaso, che aveva aperto un'inchiesta, probabilmente su denuncia del cardinale Richard. Nel frattempo, grazie all'interessamento dell'amico Paul Desjardins, gli era stato concesso dall'Ecole pratique des Hautes Etudes della Sorbona di tenere un corso libero nella sezione delle scienze religiose, ed egli aveva esordito il 12 dicembre 1900 con I miti babilonesi e i primi capitoli della Genesi. L'anno dopo Loisy vi trattò delle Parabole del vangelo e raccolse le sue lezioni nel volume degli Studi evangelici, pubblicato nel 1902.
Dovette essere una sorpresa ricevere dal principe Alberto I di Monaco, il 26 gennaio 1902, la richiesta di assenso alla candidatura ad amministratore apostolico del Principato, ruolo che equivaleva alla sua nomina a vescovo. Loisy accettò e in ottobre anche il governo francese lo candidò all'episcopato, sia pure con scetticismo. La candidatura fu infatti ritirata poco dopo, mentre quella avanzata dal principe Alberto fu rifiutata da Roma.

#### L'Evangile et l'Eglise
(A. Loisy, L'Evangile et l'Eglise, 1902, p. 111.)
Leone XIII, per combattere il razionalismo dilagante, la moderna esegesi protestante e gli stessi fermenti presenti in parte degli studiosi cattolici, con la lettera apostolica Vigilantiae aveva costituito in Vaticano, il 30 ottobre 1902, la Pontificia Commissione biblica, incaricata di vigilare sull'ortodossia dei risultati degli studi biblici. A farne parte fu chiamato anche il professore dell'Institut catholique Fulcran Vigoureux, ben noto a Loisy, che lo definì «scialbo sia nei misfatti che nello stile».

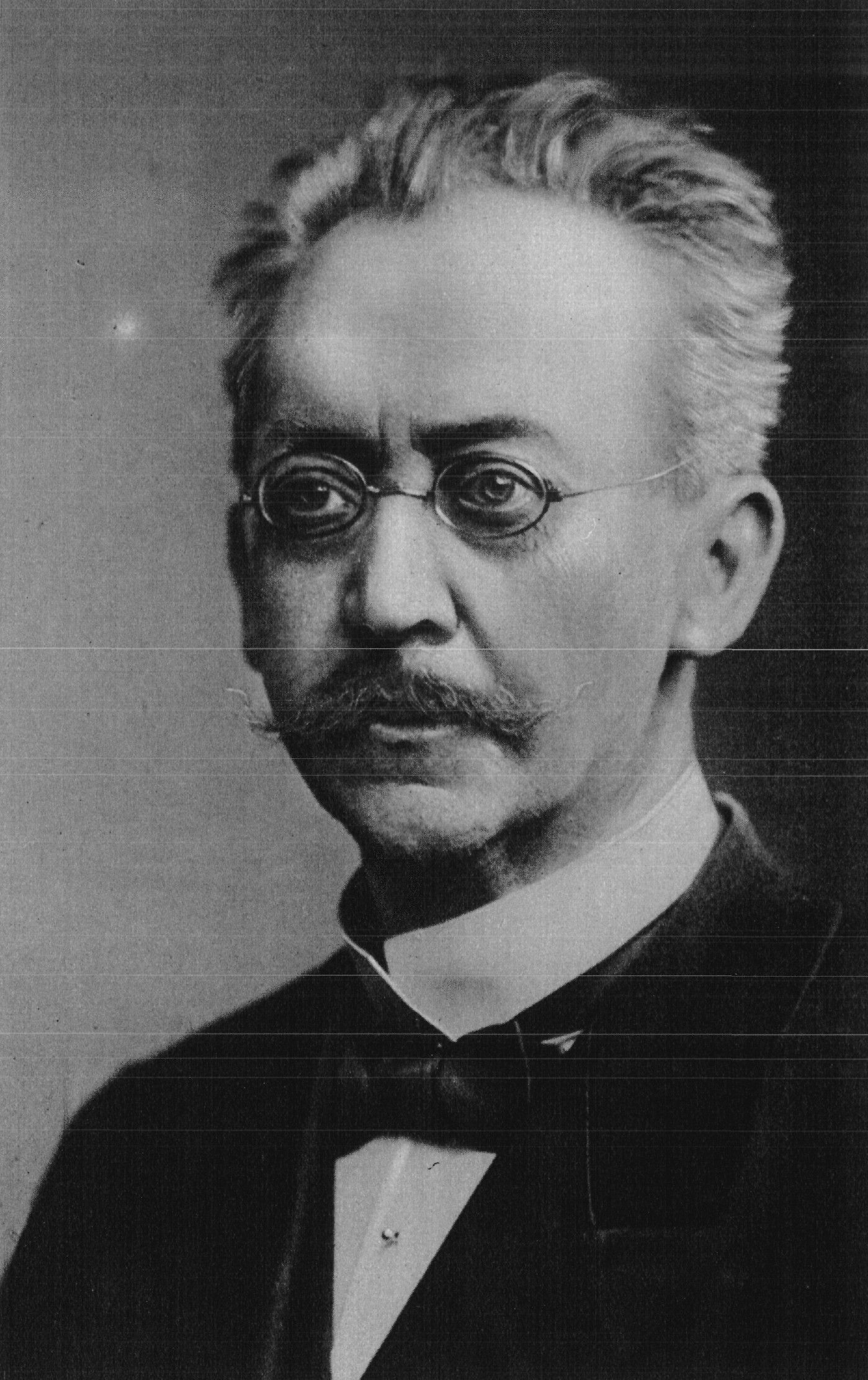
Adolf von Harnack

A novembre apparve un nuovo libro di Loisy, L'Evangile et l'Eglise, presentato come una confutazione dell'Essenza del Cristianesimo del teologo protestante tedesco Adolf Harnack, il quale aveva sostenuto che la sostanza del cristianesimo consisteva nell'annuncio, fatto da Gesù, che Dio è il padre di tutti gli esseri umani e Gesù ne è la coscienza filiale. Il sistema di Harnack si fondava però sulla tradizione cristiana e non su un insegnamento personale di Gesù, secondo Loisy, per il quale invece l'essenza del cristianesimo stava nel messaggio di Gesù dell'imminente realizzazione del Regno di Dio. Soltanto dopo la sua morte e la vana attesa della venuta del Regno, i seguaci di Gesù si erano organizzati fondando una Chiesa con le sue strutture gerarchiche, i suoi riti e i suoi dogmi:
(A. Loisy, Memorie, I, pp. 466-467.)
Presto si levarono le critiche degli ambienti dell'ortodossia cattolica. Cominciò il 31 dicembre l'abbé Hippolyte Gayraud (1856-1911) dalle colonne de «L'Univers», seguito dal cardinale Richard, che il 17 gennaio 1903 condannò ufficialmente il libro in quanto, oltre a essere privo di imprimatur, era di «natura tale da scuotere gravemente la fede dei fedeli sui dogmi fondamentali dell'insegnamento cattolico». Seguirono il 20 gennaio monsignor Pierre Batiffol (1861-1929) sul «Bulletin de littérature ecclésiastique» e il 6 febbraio il cardinale Adolphe Perraud, che qualificò di «sfuggente e nebuloso» il metodo di Loisy, chiedendosi se l'autore avesse voluto «dire in ogni pagina una tal cosa o la sua contraria».
Con lettera del 3 febbraio Loisy scrisse a Richard di «inchinarsi» davanti al giudizio dato «secondo il suo diritto episcopale», e di condannare gli errori che erano stati trovati nel libro, «per quanto chi lo ha interpretato si sia posto su un piano completamente differente da quello in cui mi ero dovuto porre e mi ero posto per scriverlo». Si trattava in effetti di una sottomissione più apparente che reale, ma il cardinale non sembrò comprenderlo, e in ogni caso l'organo dell'arcidiocesi parigina, la «Semaine religieuse», pubblicò la lettera sopprimendone la parte finale, così che la posizione di Loisy sembrò una completa sottomissione.
Il 20 luglio morì Leone XIII e il 4 agosto gli succedette Pio X. Il 5 ottobre apparvero nelle librerie quattro libri di Loisy: la seconda edizione de L'Evangile et l'Eglise, aumentata di due capitoli, Autour d'un petit livre, che ne era l'apologia, Le Quatrième Evangile e Le Discours sur la Montagne.

#### Autour d'un petit livre
Autour d'un petit livre (Intorno a un piccolo libro) è articolato in sette lettere. Nella prima Loisy affermava che «Dio non è una figura della storia» e che «Gesù non è entrato come Dio ma come uomo nella storia degli uomini»; nella seconda sosteneva che la critica erudita doveva mantenersi indipendente dal controllo teologico; nella terza Loisy spiegava come e perché il contenuto dei vangeli, soprattutto quello del quarto, non potesse essere considerato un testo di storia; nella quarta lettera si esponeva la fissazione della cristologia ortodossa. La fede in Gesù quale messia ebraico era stata adattata alla mentalità dei credenti provenienti dal paganesimo: «Il Cristo storico, nell'umiltà del suo "apostolato", è abbastanza grande per giustificare la cristologia, e non occorre che la cristologia sia stata esplicitamente insegnata da Gesù per essere vera».
Nella quinta lettera Loisy sottolineava come i vangeli attribuiscano la fondazione della Chiesa a Cristo risorto. Dunque la Chiesa non fu istituita dal Gesù «vivente in carne e ossa», ma nacque dalla fede nel Cristo glorificato. Da qui Loisy derivava che la natura dell'autorità, della Chiesa ma anche dello Stato, non poteva consistere in un potere assoluto, ma in un apostolato d'educazione sociale.
La sesta lettera criticava l'idea che i dogmi siano immutabili, idea contraddetta dalla stessa storia dei dogmi, così come «la verità fondamentale della religione, ossia la fede in Dio, ha una storia infinitamente complessa» e l'idea della divinità si è incessantemente modificata nella storia del cristianesimo. «La relativa insufficienza e la relativa perfettibilità delle formule dogmatiche sono attestate dalla storia» e oggi - notava Loisy - esiste una frattura tra la conoscenza che gli individui hanno dell'uomo e del mondo e quella fornita dalla dottrina cattolica.
Nella settima lettera, che trattava dei sacramenti, Loisy spiegava come persino i riti sicuramente attestati nelle primitive comunità cristiane, il battesimo e la cena eucaristica, non fossero stati istituiti da Cristo. I decreti del concilio di Trento avevano semplicemente stabilito un'interpretazione, elevata a dogma, dell'istituzione sacramentale, non corrispondente a reali atti di Gesù né al pensiero della Chiesa degli apostoli.
Dato il grande scandalo prodotto dal libro, Il quarto Vangelo fece meno rumore, pur giungendo a conclusioni inaudite per l'esegesi cattolica del tempo. Il vangelo non poteva essere attribuito all'apostolo Giovanni, né la dottrina che vi era contenuta poteva essere riferita a Gesù: quel vangelo non era una relazione della sua vita e della sua predicazione, ma un prodotto della mistica cristiana.

#### La condanna del Sant'Uffizio
(A. Loisy, Memorie, II, p. 82.)

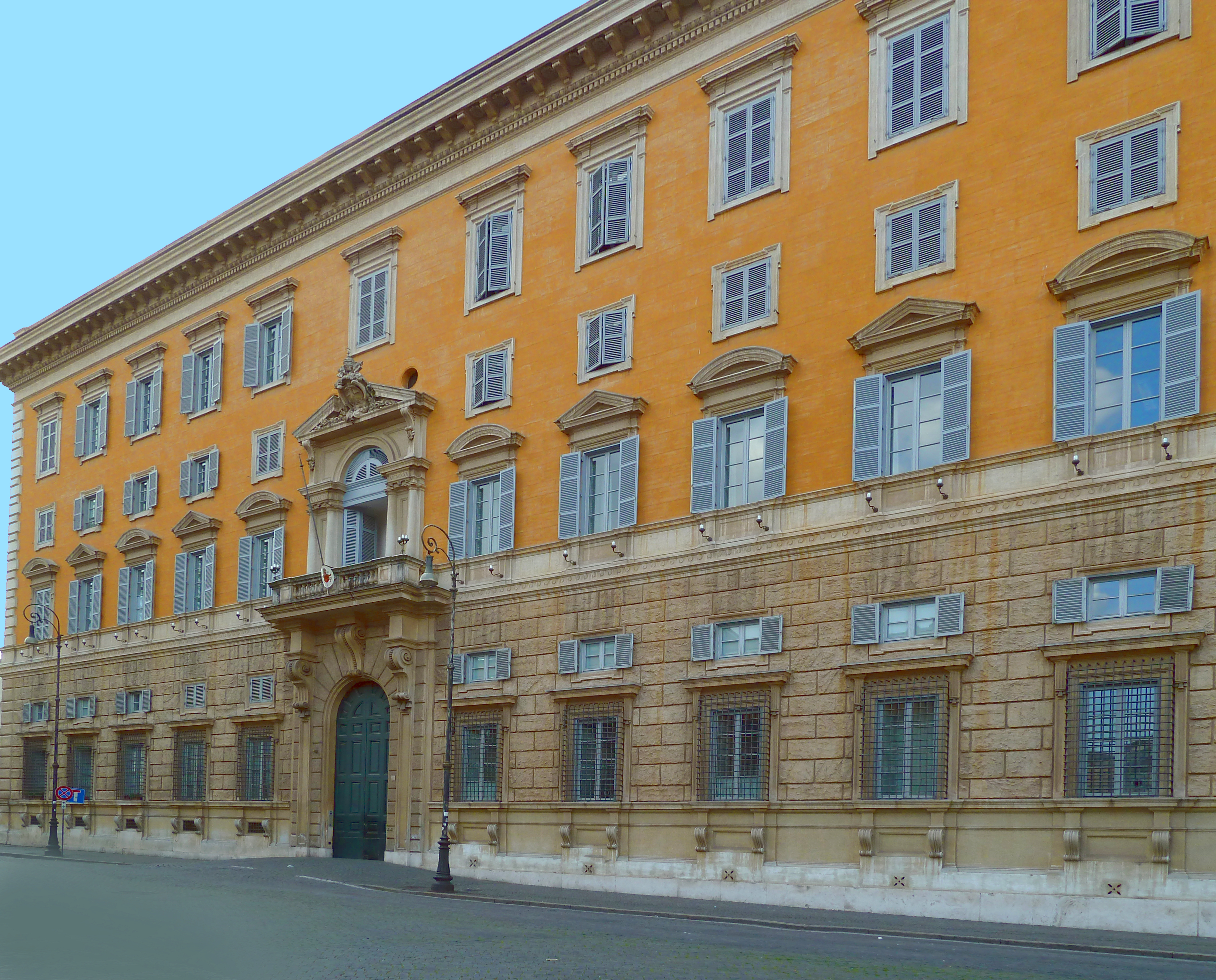
Il palazzo del Sant'Uffizio

Il 16 dicembre 1903 il Sant'Uffizio prescrisse la messa all'Indice di sette libri, due del prete modernista Albert Houtin e cinque di Loisy: La Religion d'Israël, Etudes évangéliques, L'Evangile et l'Eglise, Autour d'un petit livre e Le Quatrième Evangile. Il decreto della Congregazione dell'Indice fu firmato il 23 dicembre e ufficialmente comunicato all'arcidiocesi di Parigi il 30 dicembre, insieme alla lettera del segretario di Stato vaticano Merry del Val scritta al cardinale Richard, nella quale si indicavano sommariamente «gli errori gravissimi che rigurgitavano» in quei volumi.
Il 31 dicembre il cardinale Richard informò Loisy del decreto e della lettera di Merry del Val, augurandosi che l'«auctor laudabiliter se subjecit», ossia la sua sottomissione, e Loisy gli rispose il 5 gennaio 1904, informandolo che avrebbe mandato al segretario di Stato «l'atto della mia adesione alla sentenza delle SS. Congregazioni». Richard si affrettò allora a far pubblicare il 9 gennaio sulla Semaine religieuse la notizia della sua «sottomissione», che Loisy dovette far smentire il giorno dopo dai quotidiani Le Temps e L'Eclair.
L'11 gennaio Loisy scrisse al cardinale Merry del Val. Premesso di accogliere con rispetto il decreto e di condannare anch'egli quanto di riprovevole poteva esservi nei suoi scritti, aggiungeva: «la mia adesione alla sentenza delle SS. Congregazioni è d'ordine puramente disciplinare. Riservo il diritto della mia coscienza e non intendo né sottopormi al giudizio pronunciato dalla S. Congregazione del S. Uffizio, né abbandonare e né abiurare le opinioni da me enunciate in qualità di storico e di esegeta critico [...] esse sono la sola forma nella quale posso rappresentarmi la storia dei Libri sacri e quella della religione».
Evidentemente Loisy non aveva ritrattato nulla e aveva anche «evitato intenzionalmente la fraseologia ossequiosa, untuosa e ampollosa che è d'uso in circostanze simili». Fu pertanto convocato il 23 gennaio presso il cardinale Richard che gli lesse la risposta di Merry del Val. Questi esigeva, a nome di Pio X, la ritrattazione, immediata e senza condizioni, del contenuto dei cinque libri posti all'Indice, pena la scomunica. Loisy rispose a Merry del Val il 26 gennaio. Scrisse di non aver pensato che gli «si potesse chiedere la ritrattazione pura e semplice di tutto un complesso di idee che [...] si riferisce a molteplici ordini di conoscenze su cui il magistero ecclesiastico non si esercita direttamente». E concludeva: «Accetto, Monsignore, tutti i dogmi della Chiesa e [...] condanno anch'io ciò che può esserci di riprovevole, in quei libri, nel piano della fede».
Ancora una volta Loisy non aveva fornito la ritrattazione richiesta dalla Santa Sede, ed egli stesso ne era consapevole, così come aveva scritto la parola accetto «a bella posta per non dire: credo fermamente». L'8 febbraio il cardinale Richard riferiva a Loisy di una nuova lettera di Merry del Val, del 5 febbraio, nella quale si diceva che l'ostinazione di Loisy aveva «accresciuto il dolore del Santo Padre» che tuttavia, non volendo «ancora disperare di lui, lo faceva ammonire per la seconda volta». La risposta di Loisy a Richard, del 10 febbraio, era questa volta molto chiara: «Non potrei effettuare con sincerità una ritrattazione pura e semplice che implicasse l'abbandono delle mie opinioni di storico».

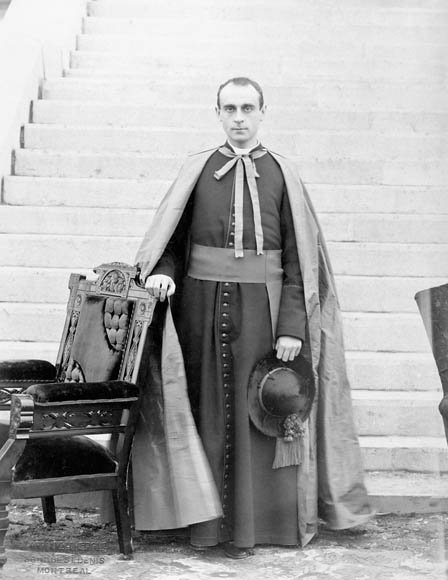
Il cardinale Merry del Val

A una nuova lettera, molto moderata, scrittagli il 21 febbraio dall'arcivescovo di Parigi per esortarlo a «sottomettersi puramente e semplicemente», Loisy rispose brevemente il 23 febbraio di poter solo ribadire quanto aveva già scritto al cardinale Merry del Val. Poi, il 28 febbraio, Loisy decise di scrivere direttamente a Pio X:
Il papa rispose al cardinale Richard con una lettera in italiano che l'arcivescovo, convocato Loisy il 12 marzo, gli tradusse a voce. Papa Sarto premetteva che la lettera di Loisy, che si rivolgeva al suo cuore, «non proveniva dal cuore»; riteneva comunque positive le intenzioni che Loisy vi aveva espresse, «ma tutte queste dichiarazioni vengono cancellate dall'affermazione esplicita di non poter rinunciare al risultato delle sue ricerche». Giudicava pertanto «assolutamente necessario che, nel confessare i propri errori, egli si sottometta, pienamente e senza restrizioni, alla sentenza pronunciata dal S. Uffizio contro i suoi scritti». Concludeva che la Chiesa non gli imponeva il silenzio, ma lo invitava a continuare a scrivere nella difesa della tradizione, secondo il precetto dato da San Remigio a Clodoveo: «Succende quod adorasti et adora quod incendisti».
Loisy racconta dell'indignazione provocatagli dalle parole del pontefice, che pretendeva che egli difendesse per vero quello che riteneva falso e combattesse come falso quello che riteneva vero. Il colloquio con il cardinale fu concitato: Loisy spiegò a Richard che era assurdo chiedergli di ritrattare «duemila pagine stampate, di argomenti così diversi» e che i risultati dei suoi studi erano semplici elenchi di fatti e insiemi di deduzioni, non delle tesi dogmatiche, mentre per il cardinale, Loisy era invasato dall'orgoglio dello storico che non teneva conto degli effetti «perniciosi» dei suoi scritti.
Tornato nella sua casa di Bellevue, nel pomeriggio Loisy fu raggiunto dall'amico François Thureau-Dangin, assiriologo del Louvre, già suo allievo all'Institut catholique. Convennero insieme di scrivere un'ultima lettera, senza esprimere alcuna riserva riguardo agli errori da condannare. La lettera, che fu consegnata dal Thoureau-Dangin all'arcivescovado quel giorno stesso, era molto breve: «Dichiaro a Vostra Eminenza che, per spirito di obbedienza verso la Santa Sede, io condanno gli errori che la Congregazione del Sant'Uffizio ha condannato nei miei scritti».
Loisy si pentì di questa «letterina», che considerò «un monumento di sciocchezza» e che lo umiliò, ma che comunque gli evitò la scomunica, per quanto il Sant'Uffizio non considerasse sincera la sua sottomissione. Il 22 maggio il quotidiano Le Siècle riferì di una dichiarazione del papa, secondo il quale «Loisy aveva voluto passare per martire, ma io ho deciso che non lo sarebbe stato».

### Il ritiro in campagna (1904-1908)

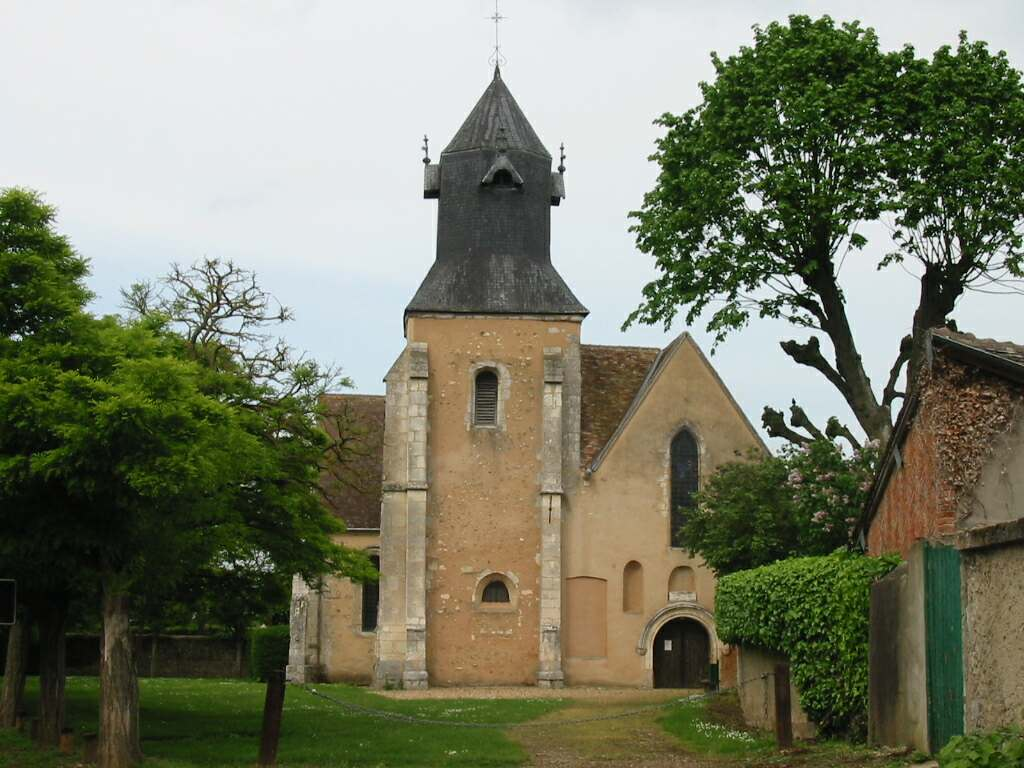
La chiesa di Garnay

La vicenda ebbe una grande risonanza, non solo in Francia, e per mesi le lezioni di Loisy richiamarono alla Sorbona una grande folla che riempiva l'aula e perfino i corridoi, durante le quali egli mantenne sempre una notevole freddezza, non facendo mai cenno al suo caso. Ma ora era deciso ad abbandonare i corsi e la casa di Bellevue. L'amico Thureau-Dangin gli offrì una casa di campagna, vicina al suo castello che sorgeva presso la foresta di Dreux, nel villaggio di Garnay, e qui nel luglio del 1904 si stabilì Loisy.
Soltanto nel 1905 riprese il lavoro, pubblicando articoli sulla sua Revue d'histoire et de littérature religieuse che riunì poi nel volume dei Morceaux d'exégèse. Uno di questi, Le message de Jean-Baptiste, svalutava il rapporto tra il Battista e Gesù e fu segnalato all'Indice, ma il papa, pur dichiarandosi scandalizzato, non volle dar seguito alla denuncia.
Pio X aveva del resto problemi molto più gravi con la Francia: aveva protestato presso i governi europei per la visita del presidente francese Émile Loubet a re Vittorio Emanuele III, e per reazione il governo francese aveva rotto le relazioni diplomatiche. Era così caduto il vecchio regime concordatario voluto da Napoleone e il progetto di separazione tra Stato e Chiesa, già avviato all'Assemblea Nazionale dalla commissione Briand, prendeva vigore e veniva approvato il 3 luglio 1905 dall'Assemblea e il 6 dicembre dal Senato.
Mentre ebrei e protestanti accolsero con favore la legge, la reazione cattolica fu violenta: «Quando vidi che tutti gli sforzi della politica romana non tendevano che a creare un'agitazione che poteva degenerare in guerra civile [...] disperai dell'avvenire del cattolicesimo nel nostro paese e mi sentii felice di non essere più romano per essere ancora, e maggiormente, del tutto francese».
Mentre attendeva ai suoi Vangeli sinottici, Loisy scriveva articoli sulla propria rivista, sulla «Revue critique», in cui combatteva l'assolutismo pontificio, sulla «Revue de l'histoire des religions», dove prendeva di mira i dogmi cattolici, e sulla «Revue historique», nella quale lodò il Manuel d'histoire ancienne du christianisme dello storico radicale Charles Guignebert: «credo che niente di più ardito sia ancora mai stato scritto in francese sulla carriera di Gesù e sui racconti della resurrezione». In una lettera a padre Semeria, il 22 aprile 1906, scrisse che «l'invariabilità del dogma e l'infallibilità della Chiesa non sono la stessa cosa della religione cristiana. Avranno sempre più l'aspetto di concetti teologici che vanno perdendo ogni rapporto con la realtà e che sono diventati un ostacolo a ogni progresso intellettuale».
Il 2 novembre ebbe una grave e lunga malattia che fece temere per la sua vita. Poiché egli viveva isolato nel villaggio di Garnay, il medico gli consigliò di stabilirsi dove avrebbe potuto essere soccorso in caso di necessità. Loisy acquistò una casa a Ceffonds, un villaggio presso il comune di Montier-en-Der, dove viveva la famiglia della sorella Marie Louise, e vi si trasferì il 18 aprile 1907.

#### La scomunica

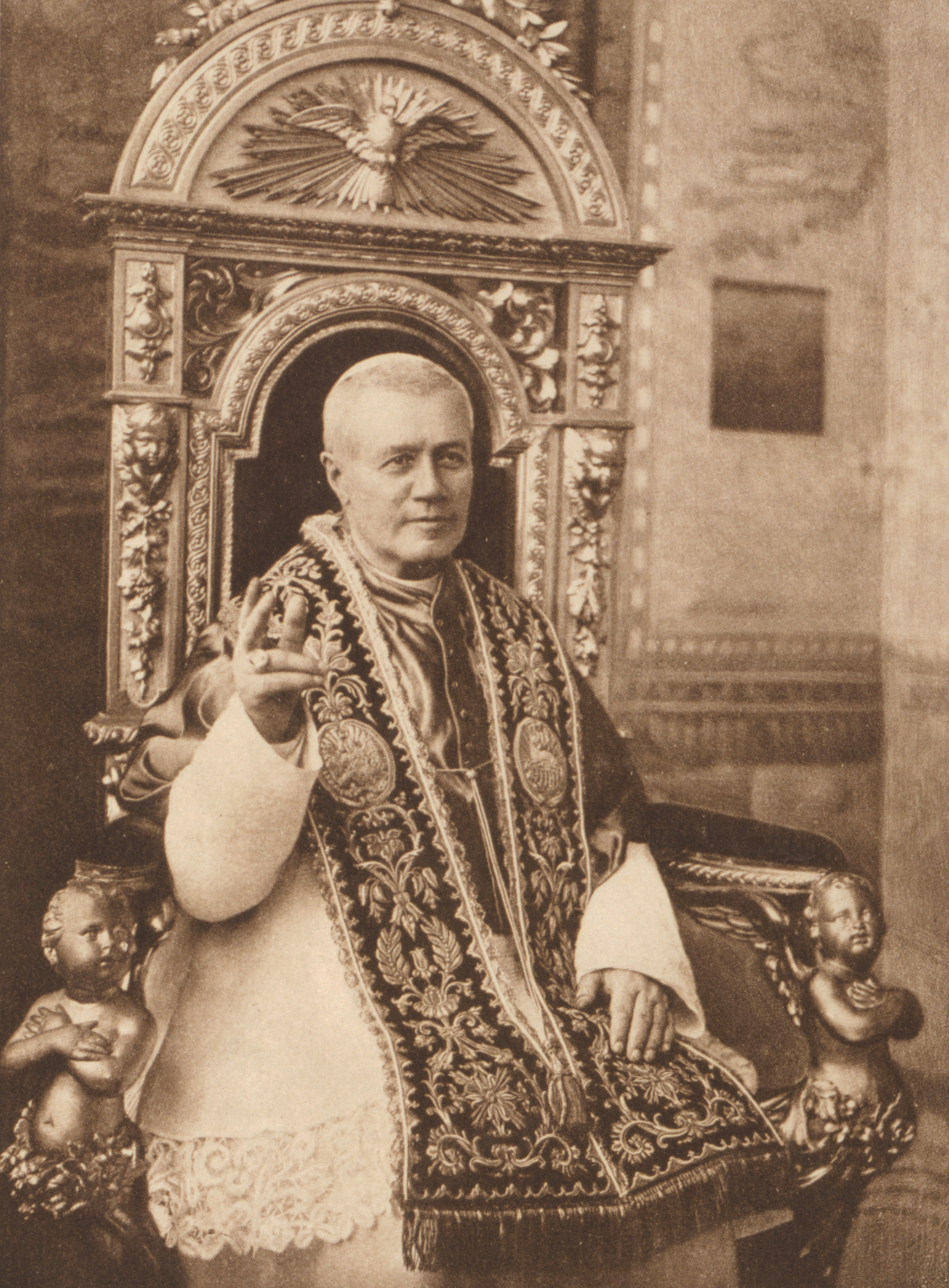
Papa Pio X

Il 15 aprile 1907 la Chiesa sospese a divinis Romolo Murri, il 17 aprile Pio X attaccò in concistoro i modernisti, l'11 maggio il cardinale Steinhuber, prefetto della congregazione dell'Indice, chiese la soppressione della rivista dei cattolici liberali «Il Rinnovamento», il 24 maggio il cardinale Pietro Respighi proibiva il Dogme et critique di Édouard Le Roy, che il 28 maggio fu condannato anche dal cardinale Richard, insieme con la Revue d'histoire et de littérature religieuse di Loisy. Il motivo dell'iniziativa era costituito dalla pubblicazione di alcune Cronache bibliche «irriverenti, temerarie e pericolose» del Loisy e da tre articoli sul concepimento verginale di Gesù «contrari al dogma cattolico» che l'abbé Joseph Turmel vi aveva pubblicato sotto pseudonimo.
Loisy scrisse il 2 giugno al cardinale Richard, precisando che la rivista non era «un organo d'insegnamento dogmatico, con un programma dottrinale che vincoli tutti i suoi collaboratori», ma era «una raccolta di lavori scientifici ai quali non si chiede altro che essere veramente scientifici». Quanto al «pericolo» costituito da quelle pubblicazioni, Loisy si dichiarava convinto che «un pericolo non minore e fors'anche più incalzante» derivasse da quegli insegnamenti e da quelle idee «che gli odierni intelletti non possono più sopportare».
Egli scrisse anche al cardinale Steinhuber per difendere l'amico barone Friedrich von Hügel e al cardinale Merry del Val, nella sua qualità di membro del Sant'Uffizio, il 14 giugno contestò la validità del decreto della Pontificia commissione biblica che il 29 maggio aveva proclamato l'autenticità apostolica del quarto vangelo: «la mia lettera contestava il principio stesso di quelle decisioni, che pretendevano d'imporsi alla scienza e che riposavano su un postulato teologico». In quel mese Loisy sostenne altre polemiche epistolari con il giornale cattolico L'Univers, con l'abbé Joseph Bricout, direttore della Revue du Clergé français e con i vescovi Henri Bougouin e Pierre Dadolle, che avevano appoggiato i decreti di condanna del cardinale Richard.
Finalmente, il 3 luglio, avvenne quello che molti da tempo si aspettavano: il papa emanò il decreto del Sant'Uffizio Lamentabili sane exitu, che fu pubblicato sull'Osservatore romano il 17 luglio. Definito dall'opinione pubblica un nuovo Sillabo, esso condannava 65 proposizioni che alteravano i dogmi della Chiesa con il pretesto d'interpretare le Scritture secondo la critica e la storia. Loisy ne lesse un'analisi sul quotidiano Le Matin il 18 luglio e il 19 luglio scrisse a von Hügel che «questa pubblicazione è il colpo decisivo di Pio X contro il modernismo», di non avere intenzione di aderire al sillabo e di voler comunicare il suo dissenso direttamente al papa o al suo segretario di Stato.
Non ne ebbe il tempo, perché già l'8 settembre veniva firmata l'enciclica Pascendi Dominici gregis, pubblicata il 18 settembre, nella quale il modernismo era definito un'eresia. Secondo i teologi vaticani, il modernismo sarebbe un derivato della filosofia di Blondel e di Laberthonnière, della filosofia dell'immanenza, del quietismo, della teologia di George Tyrrell, della critica storica e della teoria evoluzionistica del cristianesimo e dei suoi dogmi, delle quali ultime dottrine poteva essere considerato responsabile proprio il Loisy, per quanto egli non venisse esplicitamente citato. A fondamento di tutta questa miscela di dottrine, l'enciclica poneva l'agnosticismo, ispiratore della critica della Bibbia e della storia della Chiesa.
Il 29 settembre Loisy scrisse al segretario di Stato Merry del Val, esponendogli la sua critica sui punti essenziali dell'enciclica. Quello che nel documento è definito agnosticismo, è per Loisy un fatto di carattere generale: negando implicitamente la realtà dei miracoli e delle profezie registrate nelle Scritture, egli scrive che «non si è mai realmente rilevato un fenomeno nel quale si possa discernere senza il minimo dubbio un intervento particolare e personale di Dio, sia nel mondo, sia nella storia». Rispondendo sui principi della trasfigurazione e dello sfiguramento dei fenomeni - due termini con i quali l'enciclica aveva descritto le trasformazioni dei fatti e delle persone storiche introdotte dalla fede - Loisy ribadiva la legittimità della critica storica di indagare i fatti reali, distinguendoli da quelli leggendari.

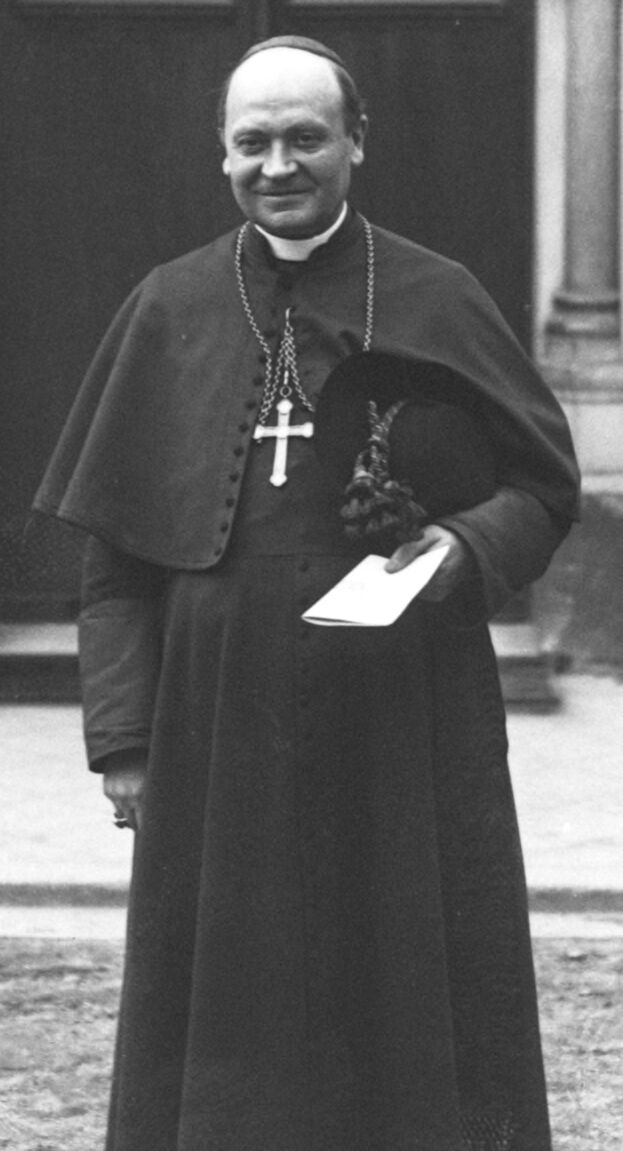
L'arcivescovo Léon Annette

Criticava l'esposizione compiuta dall'enciclica dell'opera della critica storica: per Loisy, questa deve determinare il senso storico dei fatti, diversamente dall'esegesi teologica e pastorale, che si propone invece l'edificazione delle anime. E concludeva: «Poiché mi si accusa ora di malafede nell'interpretazione critica della Bibbia, protesto con tutto il cuore, protesterò fino all'ultimo mio respiro contro un'imputazione così odiosa e dichiaro, Monsignore, che ciò è falso».
Il 18 gennaio 1908 il vescovo di Langres Sébastien Herscher (1855-1931), su istruzioni da Roma, gli chiese per lettera di aderire al decreto Lamentabili, «affinché il Santo Padre non sia costretto a prendere i provvedimenti necessari a sopprimere lo scandalo del quale la sua permanenza nella Chiesa è causa». Loisy rispose il giorno dopo, dichiarando che il decreto aveva travisato il senso di molte delle proposizioni condannate, così come l'enciclica Pascendi aveva distorto la natura della critica storica. Pur precisando di non riconoscersi nemmeno in alcune delle teorie condannate dall'enciclica, Loisy rifiutava comunque di aderire alla condanna del modernismo, poiché essa equivarrebbe «alla confessione che non esiste più in me alcuna idea consistente e che sono attualmente fuori d'ogni senno [...] il mio spirito sarebbe incapace di vivere nell'atmosfera del decreto Lamentabili e dell'enciclica Pascendi, come i miei polmoni sarebbero incapaci di respirare in fondo al mare».
Il 31 gennaio uscirono le sue Semplici riflessioni sul decreto e l'enciclica, e i due grossi volumi de I vangeli sinottici. Il radicalismo critico di Loisy fece molta impressione: si disse che tutta la tradizionale esegesi evangelica vi veniva distrutta, molto più di quanto non avesse fatto lo stesso Renan, e che la divinità di Gesù vi era negata. All'amico arcivescovo di Albi Eudoxe-Irénée Mignot, preoccupato per le reazioni suscitate, Loisy rispose che i dogmi «come la concezione verginale e la resurrezione di Cristo, proprio perché sfuggono a ogni dimostrazione storica, sfuggono pure alla realtà della storia; né la tradizione, né la Scrittura possono farci nulla. Bisogna ricercarne, semmai, il significato morale». Les Évangiles synoptiques e le Simples réflexions furono prontamente condannati il 14 febbraio dal nuovo arcivescovo di Parigi, Léon-Adolphe Amette.
Il vescovo Herscher - su istruzioni del cardinale Merry del Val - gli scrisse nuovamente il 21 febbraio, scongiurandolo di «eliminare con una sottomissione pronta, franca, filiale, la terribile pena» della scomunica, e Loisy gli rispose brevemente due giorni dopo che gli era «impossibile compiere onestamente, con sincerità, l'atto di ritrattazione e di sottomissione assolute» voluto dal papa. Sabato 7 marzo 1908, festa di San Tommaso, il Sant'Uffizio si riunì ed emise il decreto, pubblicato quel giorno stesso in latino dall'Osservatore romano:
Il decreto di scomunica, che fu affisso sulle principali chiese della diocesi di Langres, imponeva ai parroci di non celebrare riti in presenza dello scomunicato e ai credenti di non frequentarlo. Non avrebbe avuto diritto a funerali religiosi e «la presenza del suo cadavere sarebbe una causa di profanazione per il cimitero». Un paio di volte Loisy fu insultato per strada da qualcuno «che aveva sulla coscienza più vino che indignazione», e la sua domestica si lasciò convincere dal parroco di Ceffonds a lasciare il servizio, ma tornò due mesi dopo, quando il sarto aveva ormai trasformato gli abiti talari dell'ex-abbé in pastrani. Ebbe del resto numerosi attestati di solidarietà, e se la scomunica gli «restituiva la libertà», avrebbe però potuto compromettere la sua posizione sociale e professionale.

### Professore al Collège de France (1909-1932)

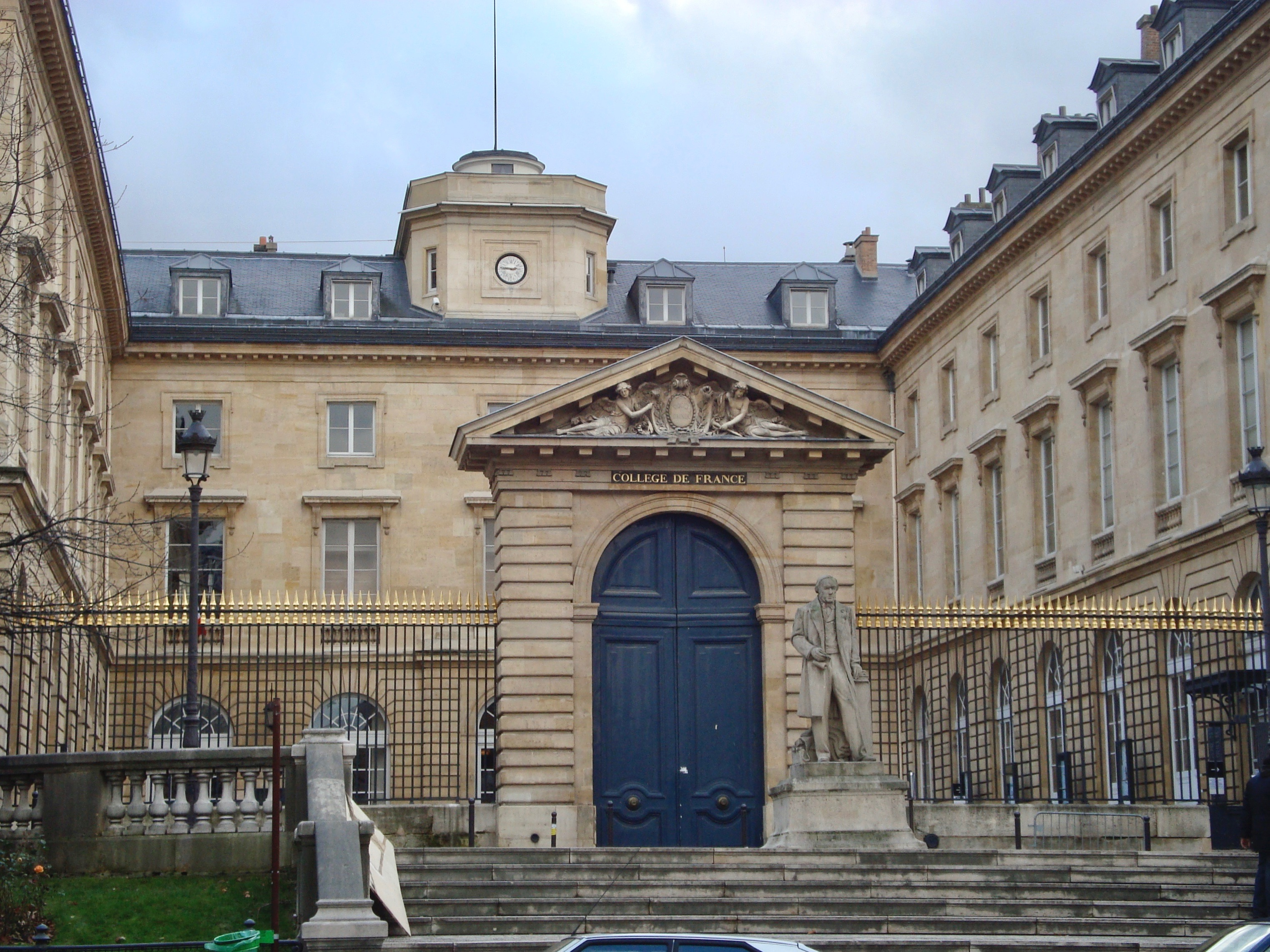
Ingresso del Collège de France

Il 6 maggio 1908 morì Jean Réville, professore di storia delle religioni al Collège de France di Parigi, e tre suoi colleghi si fecero subito promotori della candidatura di Loisy alla cattedra rimasta vacante. La candidatura fu appoggiata anche dalla marchesa Marie Louise Arconati Visconti, figlia del senatore Alphonse Peyrat e influente benefattrice del Collège, ed ebbe l'autorevole avallo del filosofo Henri Bergson. Loisy accettò, e la proposta fu resa pubblica alla fine di maggio, suscitando i commenti scandalizzati della stampa cattolica.
Il 31 gennaio 1909, superando la concorrenza di altri sette candidati, Loisy ottenne la maggioranza dei voti dei professori del Collège. Secondo la prassi, nel merito doveva pronunciarsi anche l'Accademia di Scienze Morali, che il 27 febbraio confermò Loisy. Il decreto di nomina fu pubblicato il 2 marzo sul Journal Officiel. Un breve comunicato della Semaine religieuse del 13 marzo riferiva che l'arcivescovo di Parigi aveva il «doloroso dovere di ricordare ai fedeli» che era loro vietato di assistere alle lezioni di Loisy.
Davanti a trecento ascoltatori, il 3 maggio tenne la sua prolusione, dedicata al programma che egli intendeva svolgere nel corso del prossimo anno accademico. Avrebbe trattato il sacrificio, la divinazione, la profezia, la preghiera, la morale e le credenze religiose, il sacerdozio e le iniziative riformatrici che diedero origine alle grandi religioni universali. All'uscita, lo attendeva una folla di sostenitori e qualche contestatore, tenuto a bada dal servizio d'ordine. Il 6 ottobre Loisy prese alloggio in un appartamento vicino al Collège, in rue des Écoles 4 bis.
In giugno era apparso nelle librerie il suo libro sulla Religione d'Israele. Nella prefazione scriveva che la preoccupazione di adattare il cattolicesimo allo spirito moderno era ormai estranea al suo spirito, e perciò si sarebbe astenuto da ogni considerazione «che tendesse a interpretare l'insegnamento della Chiesa secondo le esigenze del pensiero contemporaneo». E nella conclusione vi era un'eco delle polemiche degli ultimi anni:
(A. Loisy, La Religion d'Israël, 1908, p. 295)

#### Il problema delle origini cristiane (1911-1913)
Il problema critico delle origini del cristianesimo si era posto con forza dal 1863, quando fu pubblicata la Vita di Gesù di Ernest Renan, quando gli storici non apologeti ritenevano di poter scrivere una biografia di Gesù fondandosi su fatti certi ricavati dagli Evangeli. Agli albori del nuovo secolo si tentò di ricostruire un proto-vangelo di Marco e raccogliere dei detti attribuibili con qualche certezza a Gesù, i Logia, finché gli studiosi si divisero in mitologi, che negarono l'esistenza stessa di Gesù, e in storicisti, ed entrambi analizzarono i testi per definire lo stato dei riti e delle credenze delle comunità cristiani primitive e individuarvi gli influssi delle idee ebraiche e pagane del tempo.
A quest'ultima corrente appartenne Loisy, che nel gennaio del 1910 riprese le pubblicazione della «Revue d'histoire et de littérature religieuse» e, ormai libero da ogni preoccupazione di ortodossia, riprese le sue analisi sulle origini del cristianesimo pubblicando Jésus et la tradition évangelique, dove considera autentica la predicazione sul prossimo avvento del Regno e la sua morte in quanto agitatore messianico. Nel 1911 apparve A propos d'histoire des religions, dove sostiene che «l'oggetto proprio, ultimo, della religione è una realtà - se è pure una realtà - invisibile, impalpabile, inattingibile, si può dire inconcepibile [...] un oggetto chimerico», prevedendo altresì una «decadenza irrimediabile» e non passeggera del cattolicesimo in Francia.
Nel 1913 pubblicò le Choses passées, ripercorrendo tutta la sua vita fino alla scomunica. Questa sua prima autobiografia era già comparsa a puntate dall'ottobre del 1912 al maggio del 1913 sulla rivista «Union pour la verité», fondata e diretta da Paul Desjardin. La confessione della sua lontananza dalla fede cristiana, testimoniata dalla pubblicazione di estratti del suo diario del 1904, dove si era definito «piuttosto panteista-positivista-umanitario che cristiano», dichiarato «pura impossibilità» l'immortalità umana e «strana ingenuità o insensato orgoglio» l'idea che Dio conti sull'uomo «per ornare il suo cielo», fece gridare allo scandalo la stampa cattolica.

#### La guerra (1914-1918)
La guerra lo sorprese nella casa di Ceffonds, dove ospitò i famigliari sfollati da Ambriéres nei cui pressi infuriava la battaglia della Marna. A dicembre riprese le lezioni, dedicate alla storia del sacrificio e alla lettera ai Galati di Paolo. I suoi corsi negli anni di guerra trattarono nel loro complesso gli Atti degli Apostoli, la figura di Paolo e il cristianesimo giudaizzante. Non rimase estraneo alle riflessioni che la grande strage della guerra sollecitava negli spiriti. Avendo sospeso le pubblicazioni della sua Revue, Loisy fu invitato a collaborare agli Entretiens des non-combattants pendant la guerre di Paul Desjardins, e nel marzo del 1915 pubblicò l'opuscolo Guerre et religion.
Per ragioni di opportunità, non vi espresse interamente il suo pensiero sul rapporto tra la guerra e la religione, che nella pubblica opinione veniva ora ridotta a sostegno per la vittoria militare. Il Dio dei cristiani non avrebbe dovuto fare distinzioni tra i popoli, ma Nicola II invocava la protezione di un «Dio della Russia» e Giorgio V ordinava preghiere per «incoraggiare il Dio degli Inglesi e del loro immenso impero a difendere i suoi adoratori».
Il Dio della fede mistica dei primi cristiani, che salvava dal peccato e dalla morte eterna, è ridotto a dio nazionale, segno del «fallimento di tutte le religioni», ma i combattenti non si fanno ammazzare «né per Cristo né per il cielo», ma per la vecchia patria francese e per l'avvenire della Francia nell'umanità. Da qui, dal culto della patria, che ora è dominante a causa della guerra, occorrerà passare e scoprire una religione nuova, una religione dell'avvenire, veramente universale e fondata sulla nozione di umanità, della società di tutti gli esseri umani: «il dovere di ciascuno è dedicarsi interamente alla società che lo ha allevato [...]. La nozione morale dell'umanità ha un valore profondo, un valore di realtà e nello stesso tempo un valore mistico, un valore religioso».
Anche l'opuscolo Mors et Vita, scritto nel 1916 in polemica con i reazionari Ernest Psichari e Paul Bourget, opponeva ai valori tradizionali del nazionalismo e del cattolicesimo una nuova fede nella pratica del dovere sociale e umanitario. Tesi sviluppata nel libro La religione, definita il sentimento di reverenza «che l'uomo ha provato dinnanzi alle cose, agli altri uomini e alla sua propria personalità» Pur tenuta distinta dalla morale, che determina gli obblighi, la religione dà alle regole della morale il carattere del sacro ed entrambe tendono a «essere una stessa cosa, una stessa perfezione d'umanità».
Loisy scrive di voler credere «all'avvento dell'umanità una, santa, universale, vera Chiesa dello spirito», un giorno trionfante dalla condizione di sofferente in cui ora si trova. Anche questa religione dell'umanità, come tutte le altre, avrà un giorno i suoi riti, le sue commemorazioni, i suoi atti simbolici. Loisy volle concludere poeticamente la sua fede nella religione dell'avvenire:
Il 2 dicembre 1918, a guerra finita, Loisy iniziò il nuovo anno accademico con una lezione sulla pace e sulla religione dell'avvenire, citando l'esclamazione d'Isaia, «È caduta, è caduta Babilonia!». L'imperialismo russo era stata la prima Babilonia temporale a cadere con la guerra, e «l'imperialismo ecclesiastico, Babilonia spirituale», si avvicinava anch'esso, secondo Loisy, all'abisso. Rendeva omaggio al presidente statunitense Wilson e al suo popolo che avevano reso possibile il trionfo della pace universale garantita dalla federazione dei popoli liberi: «il presidente degli Stati Uniti ha parlato come mediatore della nuova alleanza e come papa dell'umanità».

## Onorificenze
- Cavaliere della Legion d'onore, con decreto del 13 agosto 1924

- Ufficiale della Legione d'onore, con decreto del 13 luglio 1932

## Opere
- Theses theologicae ad gradum magisterii obtinendum in Facultate theologica parisiensi propositae, Tours, Mame, 1890
- Histoire du Canon de l'Ancien Testament, Paris, Letouzey et Ané, 1890
- Les proverbes de Salomon, Amiens, Rousseau-Leroy, 1890
- Histoire du Canon du Nouveau Testament, Paris, Maisonneuve, 1891
- Le livre de Job, Amiens, Rousseau-Leroy, 1892
- Histoire du texte hébreu de l'Ancient Testament, Amiens, Rousseau-Leroy, 1892
- Les mythes chaldéens de la création et du deluge, Amiens, Rousseau-Leroy, 1892
- Histoire des versions de l'Ancien Testament, Paris, Alfred Loisy, 1893
- Les Évangiles synoptiques, I, Amiens, Rousseau-Leroy, 1893
- Études bibliques, Amiens, Rousseau-Leroy, 1894
- Les Évangiles synoptiques, II, Amiens, Jourdain-Rousseau, 1896
- Les mythes babyloniens et les premiers chapitres de la Genèse, Paris, Picard, 1901
- La religion d'Israël, Paris, Latuzey et Ané, 1901
- Études bibliques, 2e édition, Paris, Picard, 1901
- Études évangéliques, Paris, Picard, 1902
- L'Évangile et l'Église, Paris, Picard, 1902
- Études bibliques, 3e édition, Paris, Picard, 1903
- L'Évangile et l'Église, 2e édition, Bellevue, Alfred Loisy, 1903
- Le quatrième Évangile, Paris, Picard, 1903
- Autour d'un petit livre, Paris, Picard, 1903
- Le discours sur la montagne, Paris, Picard, 1903
- Autour d'un petit livre, 2e édition, Paris, Picard, 1904
- Morceaux d'exégèse, Paris, Picard, 1905
- Les Évangiles synoptiques, I, Ceffonds, Alfred Loisy, 1907
- Les Évangiles synoptiques, II, Ceffonds, Alfred Loisy, 1908
- La religion d'Israël, 2e édition, Ceffonds, Alfred Loisy, 1908
- Simples réflexions sur le décret du Saint Office Lamentabili sane exitu et sur l'Encyclique Pascendi dominici gregis, Ceffonds, Alfred Loisy, 1908
- Simples réflexions sur le décret du Saint Office Lamentabili sane exitu et sur l'Encyclique Pascendi dominici gregis, 2ª édition, Ceffonds, Alfred Loisy, 1908
- Quelques Lettres sur des questions actuelles et des événements récents, Ceffonds, Alfred Loisy, 1908
- Leçon d'ouverture du cours d'histoire des religions au Collège de France, Paris, Nourry, 1909
- Jésus et la tradition évangélique, Paris Nourry, 1910
- A propos d'histoire des religions, Paris, Nourry, 1911
- L'Évangile selon Marc, Paris, Nourry, 1912
- Choses passées, Paris, Nourry, 1913
- Guerre et religion, Paris, Nourry, 1915
- Guerre et religion, 2e édition, Paris, Nourry, 1915
- Mors et Vita, Paris, Nourry, 1916
- Mors et Vita, 2e édition, Paris, Nourry, 1916
- L'épître aux Galates, Paris, Nourry, 1916
- La religion, Paris, Nourry, 1917
- Les mystères païens et le mystère chrétien, Paris, Nourry, 1919
- La paix des nations et la religion de l'avenir, Paris, Nourry, 1919
- De la discipline intellectuelle, Paris, Nourry, 1920
- Les Actes des Apôtres, Paris, Nourry, 1920
- Essai historique sur le sacrifice, Paris, Nourry, 1920
- Le quatrième Évangile. Les épîtres dites de Jean, 2e édition, Paris, Nourry, 1921
- Les livres du Nouveau Testament, traduit du grec en français, avec introduction générale et notices, Paris Nourry, 1922
- L'Apocalypse de Jean, Paris, Nourry, 1923
- La morale humaine, Paris, Nourry, 1923
- L'Évangile selon Luc, Paris, Nourry, 1924
- La religion, 2e édition, Paris, Nourry, 1924
- L'Église et la France, Paris, Nourry, 1925
- Les Actes des Apôtres, avec introduction et notes, Paris, Rieder, 1925
- Religion et humanité, Paris, Nourry, 1926
- La consolation d'Israël (second Isaïe), avec introduction et notes, Paris, Rieder, 1927
- La morale humaine, 2e édition, Paris, Nourry, 1928
- Les mistères païens et le mystère chrétien, 2e édition, Paris, Nourry, 1930
- Mémoires pour servir à l'histoire religieuse de notre temps, I, Paris, Nourry, 1930
- Mémoires pour servir à l'histoire religieuse de notre temps, II, Paris, Nourry, 1930
- Mémoires pour servir à l'histoire religieuse de notre temps, III, Paris, Nourry, 1931
- La religion d'Israël, 3e édition, Paris, Nourry, 1933
- La naissance du Christianisme, Paris, Nourry, 1933
- Y a-t-il deux sources de la religion et de la morale?, Paris, Nourry, 1933
- Y a-t-il deux sources de la religion et de la morale?, 2e édition, Paris, Nourry, 1934
- Le mandéisme et les origines chrétiennes, Paris, Nourry, 1934
- Remarques sur la littérature épistolaire du Nouveau Testament, Paris, Nourry, 1935
- Les origines du Nouveau Testament, Paris, Nourry, 1936
- George Tyrrell et Henry Bremond, Paris, Nourry, 1936
- La crise morale du temps présent et l'éducation humaine, Paris, Nourry, 1937
- Histoire et mythe à propos de Jésus-Christ, Paris, Nourry, 1938
- Autres mythes à propos de la religion, Paris, Nourry, 1938
- Un mythe apologétique, Paris, Nourry, 1939

### Inediti
- L'Église d'Afrique avant l'invasion des Vandales, 1882
- De divina Scripturarum Inspiratione, 1884
- Les Annales de Sargon d'Assyrie, 1886
- Instructions aux élèves des Dominicaines de Neuilly, 1894-1897
- La crise de la foi dans le temps présent. Essais d'histoire et de philosophie religieuses, 1899
- Évangile selon Matthieu, 1929

### Postumi
- Le passé et l'avenir, 1899, in Normand Provencher, Un inédit d'Alfred Loisy, «Église et Théologie», 4, 1973
- De la croyance à la foi, 1937, in Émile Poulat, Critique et mystique, Paris, Le Centurion, 1984

### Traduzioni italiane
- La religione d'Israele, Piacenza, Società Editrice Pontremolese, 1910[107]
- Le origini del Cristianesimo, Torino, Einaudi, 1942; 2ª edizione, 1943[108]
- La religione d'Israele, tr. di E. Zazo, Milano, Gentile, 1945[109]
- Memorie per la storia religiosa dei nostri tempi, 2 voll., tr. di P. Vittorelli, pref. di L. Salvatorelli, Milano, Feltrinelli, 1961[110]
- Le origini del cristianesimo, tr. di P. Serini, Milano, Il Saggiatore, 1964
- Il Vangelo e la Chiesa. Intorno a un piccolo libro, Roma, Ubaldini, 1975